# Osmanská říše
Osmanská říše (zastarale též Otomanská říše, turecky Osmanlı İmparatorluğu nebo Osmanlı Devleti, možno psát i malé písmeno), oficiálně Vznešený osmanský stát (دولت عالیه عثمانیه, osmansky Devlet-i ʿAlīye-i ʿOsmānīye‎), v (západní) Evropě také označovaná jako Turecká říše (nebo jednoduše Turecko) byla historicky jedna z největších a nejmocnějších říší v prostoru Středomoří. Existovala od středověku až do 20. století, zasahovala na tři světadíly – Asii, Evropu a Afriku. Do značné míry byla územním nástupcem Byzantské říše. Zanikla po první světové válce transformací do Turecké republiky.
Byla založena na sklonku 13. století v severozápadní Anatolii ve městě Söğüt (dnešní provincie Bilecik) oghuzským kmenovým vůdcem Osmanem I., po jehož dynastii získala název. Po roce 1354 se Osmané dostali do Evropy a s dobýváním území na Balkáně byly osmanské beyliky přeměněny na transkontinentální impérium. V roce 1453 Osmané pod vedením Mehmeda II. dobyli Konstantinopol, čímž ukončili existenci Byzantské říše.
Říše měla od 16. století zcela islámský charakter Božího státu, ve kterém již od počátku vládli sultáni dynastie Osmanů. Během 16. a 17. století, na vrcholu své moci pod vládou Sulejmana I., byla Osmanská říše mnohonárodnostní, mnohojazyčná říše, která ovládala téměř celou jihovýchodní Evropu, části střední Evropy (jejich moc zasahovala až na dnešní Slovensko), západní Asie (Levanta, Mezopotámie, Zakavkazsko), části východní Evropy (oblast Černého moře), severní Afriky (středomořské pobřeží) a také Africký roh. Na počátku 17. století se říše skládala z 32 provincií a četných vazalských států. Některé z nich byly později absorbovány do Osmanské říše, zatímco jiným se v průběhu staletí dostalo různých stupňů autonomie.
Díky své poloze byla Osmanská říše mostem mezi evropským a asijským kontinentem. S Konstantinopolí (Istanbulem) jako hlavním městem a kontrolou zemí podél Středozemního moře byla osmanská říše po dobu šesti století v centru interakcí mezi východním a západním světem. Zatímco v říši panoval názor, že po smrti Sulejmana vstoupila do období úpadku, není tento názor většinou akademických historiků podporován. Říše si v průběhu 17. a 18. století nadále udržovala pružnou a silnou ekonomiku, společnost a armádu. Během dlouhého období míru v letech 1740 až 1768 však osmanský vojenský systém zaostával za svými evropskými soupeři – Rakouskem a Ruskem. Osmani následně koncem 18. a počátkem 19. století utrpěli těžké vojenské porážky, což je podnítilo k zahájení komplexního procesu reforem a modernizace, známých jako Tanzimat. Během devatenáctého století se osmanský stát, i přes další územní ztráty, zejména na Balkáně, kde se objevilo několik nových států, stal mnohem silnějším a organizovanějším. Osmanská říše uzavřela na počátku 20. století spojenectví s Německem, od čehož si slibovala, že unikne diplomatické izolaci, která přispěla k nedávným územním ztrátám, a tak vstoupila do první světové války na straně Ústředních mocností. Zatímco se Říše během konfliktu do značné míry držela, bojovala vnitřními nepokoji, zejména s Arabskou revoltou v arabských provinciích. V tomto období také páchala brutální zvěrstva proti Arménům, Asyřanům a pontským Řekům.
Porážka říše a následná okupace části jejího území spojeneckými silami po skončení první světové války vedla k jejímu rozdělení a ztrátě jejího území na Středním východě, které bylo rozděleno mezi Spojené království a Francii. Pro Turecko úspěšná válka za nezávislost proti okupačním silám vedla ke vzniku Turecké republiky v srdci malé Asie a ke zrušení osmanské monarchie.

## Historie

### Situace před vznikem osmanského státu

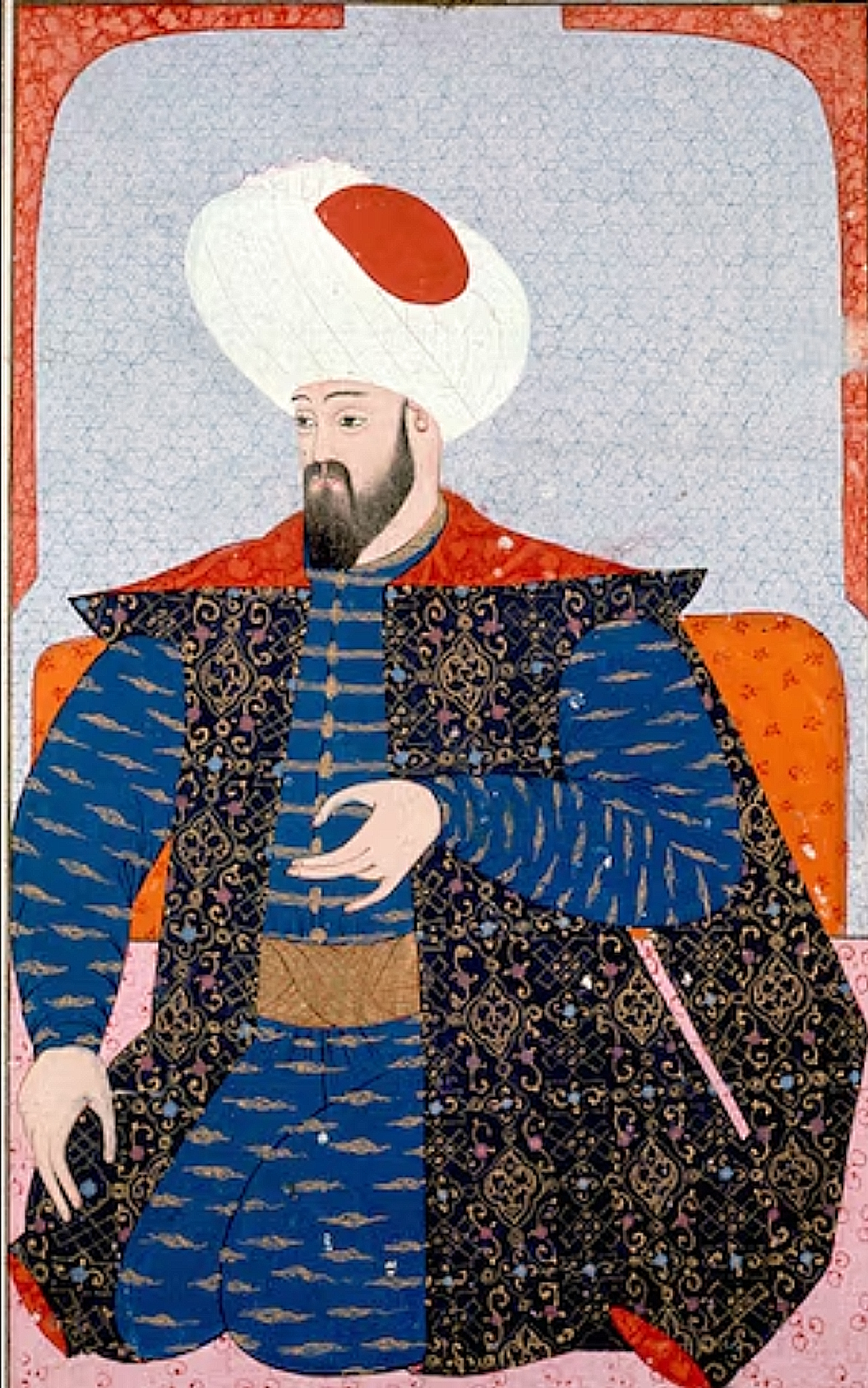
Osman, zakladatel Osmanské říše

Malá Asie a oblasti na východ od ní představovaly již od arabské expanze v 7. století místo střetu mezi Byzantskou říší a jejími muslimskými sousedy (umajjovský a abbásovský chalífát, Seldžucká říše). V letech následujících po bitvě u Mantzikertu získali vnitrozemí tohoto poloostrova Seldžukové a zřídili zde Ikonyjský nebo též Rúmský sultanát. Byzantští císaři se sice pokoušeli ztracená území dobýt zpět, ale po prohrané bitvě u Myriokefala a po čtvrté křížové výpravě roku 1204, která dobyla Konstantinopol, nebyla Byzanc dostatečně silná, aby obnovila svou vládu v Malé Asii. Přestože hlavní město Konstantinopol dobyl nazpět císař Michael VIII. Palaiologos, obnovená Byzantská říše se již nikdy nepovznesla na mocenskou úroveň, již měla v předchozích staletích.
Počátkem 13. století zažíval Ikonyjský sultanát hospodářský, mocenský i kulturní rozmach, avšak v pozdějších letech nastal vlivem mongolské invaze úpadek. Sultanát se v pozdějších letech dostal pod vliv mongolských Ílchánů, kteří neváhali zasahovat do vnitřních poměrů státu a udržovali nad sultány svoji svrchovanost. Po celou dobu střetů mezi Byzancí a muslimy (tedy nejčastěji s Araby a Seldžuky) existovaly při hranicích mezi oběma soupeři oblasti osazené vojenskými jednotkami, které podnikaly proti území nepřítele občasné nájezdy, a to jak v době míru, tak války. Před mongolským vpádem uteklo do Malé Asie velké množství obyvatelstva, které se usazovalo mimo jiné i v její západní části, a to právě na hranicích s Byzancí. Kočovné kmeny přicházející z východu zde vytvářely tak jako v předchozích staletích nárazníková pásma, marky, ze kterých podnikaly výpady na byzantské území. Spolu s úpadkem moci Ílchánů a byzantských císařů zavládla v těchto oblastech anarchie a záhy se zde vytvořilo více než dvacet malých nezávislých státečků.

### Založení státu

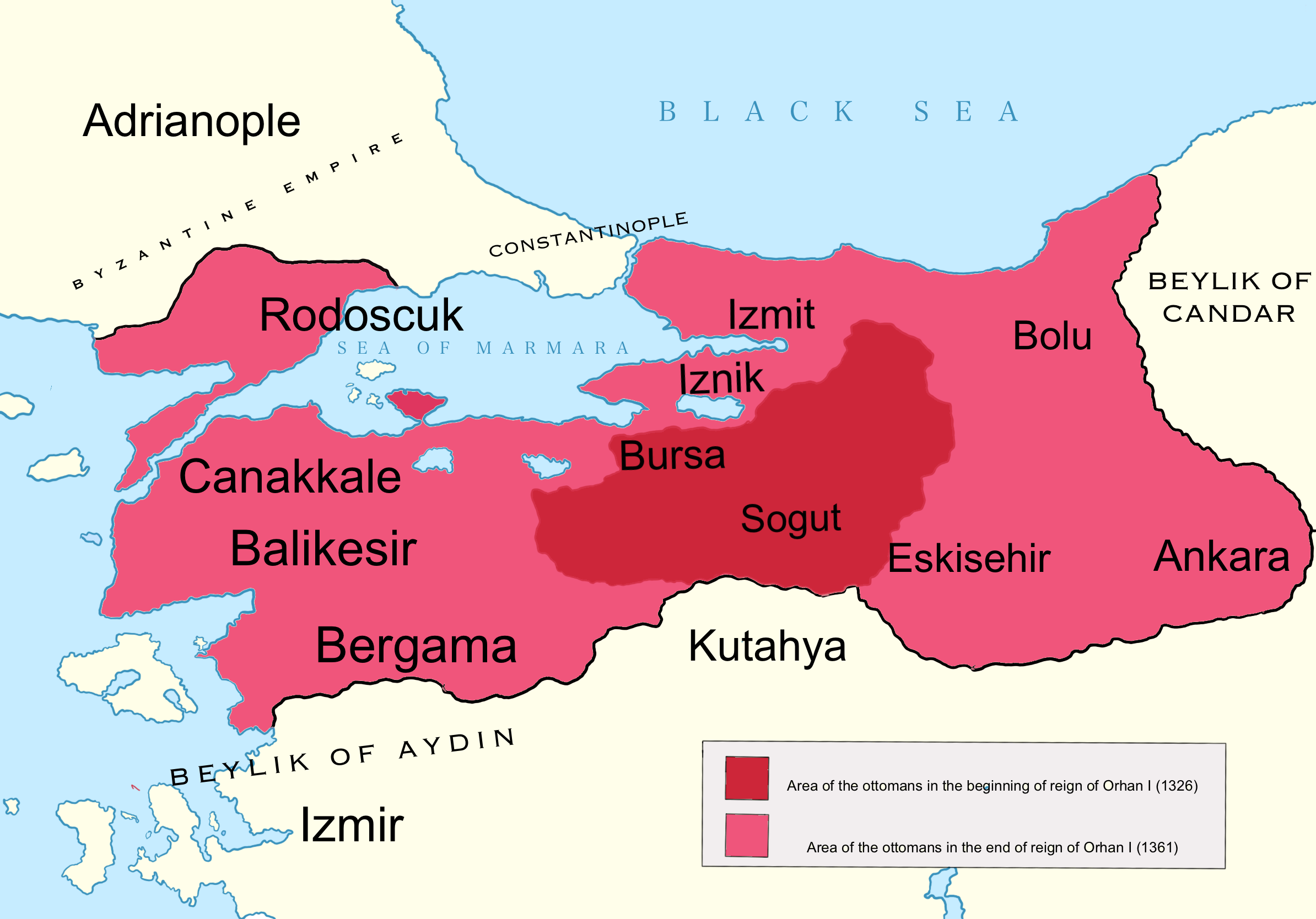
Mapa Osmanské říše za vlády Orhana I.

V druhé polovině 13. století přitáhly do Malé Asie nové turecké kmeny, které tlak Mongolů přiměl k odchodu z dosavadních sídel v Chórásánu. Šlo o poslední vlnu kočovných tureckých kmenů Oguzů, které migrovaly na západ. Oguzové přijali již dříve islám a znali arabskou kulturu. Typická pro ně byla přísná vojenská organizace. Náčelník kmene Oguzů Ertogrul vstoupil do služeb ikonyjského sultána proti Byzanci a získal odměnou území v severozápadní části poloostrova, které se stalo východiskem k formování pozdější mocné osmanské říše. Za jejího vlastního zakladatele je považován Osman I. Gází (1299–1326), který začal svěřené území rychle rozšiřovat ve výboji proti Byzanci a roku 1299 se prohlásil za samostatného vládce. V roce 1303 zemřel poslední příslušník ikonyjské dynastie a jeho říše se rozpadla na několik menších, mezi sebou soupeřících útvarů. Někteří seldžučtí náčelníci poté přijali Osmanovu svrchovanost. Turci si stejně jako kdysi kočovní Arabové rychle osvojili mořeplavbu a začali podnikat také pirátské nájezdy na ostrovy Egejského moře (například roku 1308 vyplenili byzantský Chios).
Osmani se rychle zmocňovali byzantských držav v Malé Asii, neboť byzantské vojsko nebylo schopno jejich nápor zastavit. Roku 1326 dobyl Osmanův syn Orhan I. (1326–1359) byzantské město Bursu, která se poté stala rezidencí osmanských vládců. Ti nyní přijali titul sultán. Po bitvě u Pelekanu v roce 1329 byla mezi Turky a Byzancí uzavřena mírová smlouva, v níž si vítězný Orhan I. vymínil placení ročního tributu za zbylá byzantská území v Malé Asii. Roku 1331 padla do rukou Osmanů Nikáia, 1337 Nikomédie.

### Osmanské zisky na Balkánském poloostrově

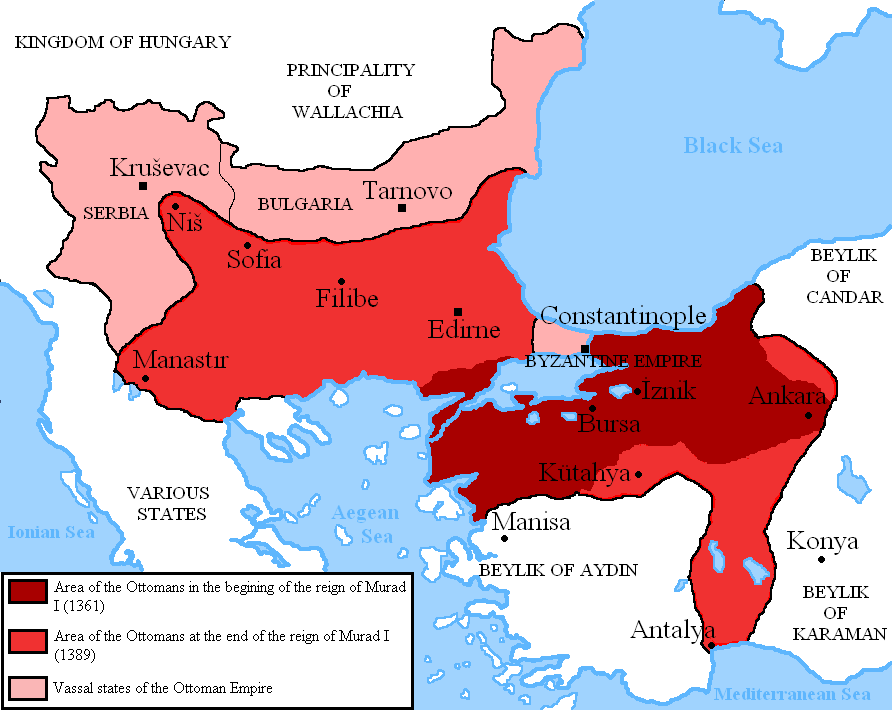
Mapa území říše za vlády Murada I.

Roku 1354 dobyli osmanští Turci byzantskou přístavní pevnost Gallipoli (na poloostrově se zachytili již 1352, kdy získali pevnost Cimpe), a definitivně tak zakotvili na evropském území. Jeden ze spolucísařů, Jan VI. Kantakuzenos, se sice pokoušel vykoupit ji nazpět, ale neuspěl. Z Gallipole zahájili Osmani dobývání Balkánu. Jejich první útoky vedly do údolí řeky Marici v Thrákii, a staly se největší zátěží pro Bulharsko. Již tehdy docházelo k velkému úbytku domácího obyvatelstva, které buď zahynulo v bojích, bylo odvlékáno do Malé Asie nebo prodáváno do otroctví (navzdory zákazům křesťanské církve kupovali zajatce od Turků především obchodníci z Benátek a Dubrovníku). Roku 1355 uzavřel bulharský car Ivan Alexandr s byzantským císařem Janem V. (Jan VI. Kantakuzenos byl 1354 přinucen abdikovat) defenzívní spolek proti Turkům. Staletí trvající boje o balkánské území a o hegemonii v tomto prostoru však spojencům nedovolily překonat vzájemné rozpory a nedůvěru, zkoordinovat vojenské akce a postavit se turecké expanzi účinně na odpor. Ze stejných důvodů nepřistoupilo k bulharsko-byzantskému spolku Srbsko. Počátkem 60. let se spojenectví rozpadlo a roku 1364 došlo dokonce mezi Bulharskem a Byzancí k válce o černomořské pobřeží. Bulharský car zareagoval dohodou se sultánem Muradem I., kterému přiznal území, jež Turci dobyli v Thrákii.

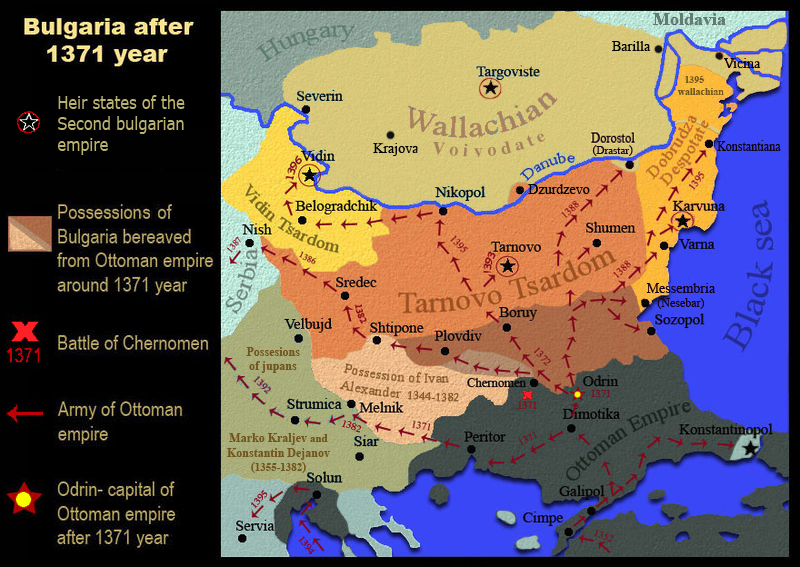
Osmanský postup po Bitvě u řeky Marica

To vše nepochybně vytvářelo podmínky pro další turecké úspěchy. Po nástupu sultána Murada I. (1359–1389) se významně změnil charakter výbojů na Balkánském poloostrově. Dříve převážně kořistnické nájezdy vystřídala systematická válka o dobytí a osídlení nových území. Již roku 1359 oblehla turecká vojska poprvé Konstantinopol, 1361 získali Osmani Dimotiku a poté i Adrianopolis (dnes Edirne) a přenesli sem, na evropské území, svoji rezidenci. Pro Byzanc nastala poslední fáze boje s islámem, v níž šlo tentokrát již o samu existenci státu. Ohrožena na nejvyšší míru však nebyla pouze upadající starobylá východořímská říše, živořící na zlomku svých bývalých území a rozpadající se na poloautonomní provincie. Turecká expanze představovala nanejvýše aktuální nebezpečí také pro decentralizující se státy srbský a bulharský, které samy ještě nedávno budovaly na Balkáně svoje mocenské postavení. Balkánské země nedokázaly vytvořit proti osmanským výbojům jednotnou obrannou frontu, na případnou pomoc západních křesťanů nemohly spoléhat vůbec. Naléhavost turecké hrozby pro Evropu na Západě do poslední chvíle podceňovali a někteří vládcové dokonce neváhali využít Osmany v intencích svých politických zájmů. Pokus sjednotit křesťanský Východ a Západ proti muslimským Turkům na základě církevní unie ztroskotal na náboženských protikladech mezi ortodoxními a Latiny i na partikulárních politických zájmech.
Vazalským státem osmanské říše se po roce 1371, kdy se odehrála bitva na řece Marici, stala také Byzanc, jejíž panství bylo v podstatě omezeno na okolí Konstantinopole. Císař byl nucen platit tribut a poskytovat vojenské kontingenty vlastnímu nepříteli. Pomoci sultánu Muradovi I. musel například během výpravy proti zbylým seldžuckým emirátům v Malé Asii. Jeho syn Manuél se roku 1391 zúčastnil jako rukojmí tažení proti pevnosti Filadelfeia, která byla jednou z posledních maloasijských byzantských držav. Osmanští panovníci si kromě toho osobovali právo zasahovat do obsazování císařského trůnu. Murad I. začal přidělovat na dobytých územích půdu svým vojákům a usídlovat je v Evropě, zatímco zdejší obyvatelstvo bylo přesídlováno do Malé Asie. Navzdory těmto tíživým okolnostem získal byzantský státeček relativně klid, neboť turecká armáda se na svých taženích Konstantinopoli, která získala pověst nedobytného města, raději vyhýbala. V popředí zájmu Osmanů stálo nyní především bulharské, srbské a chorvatské území.

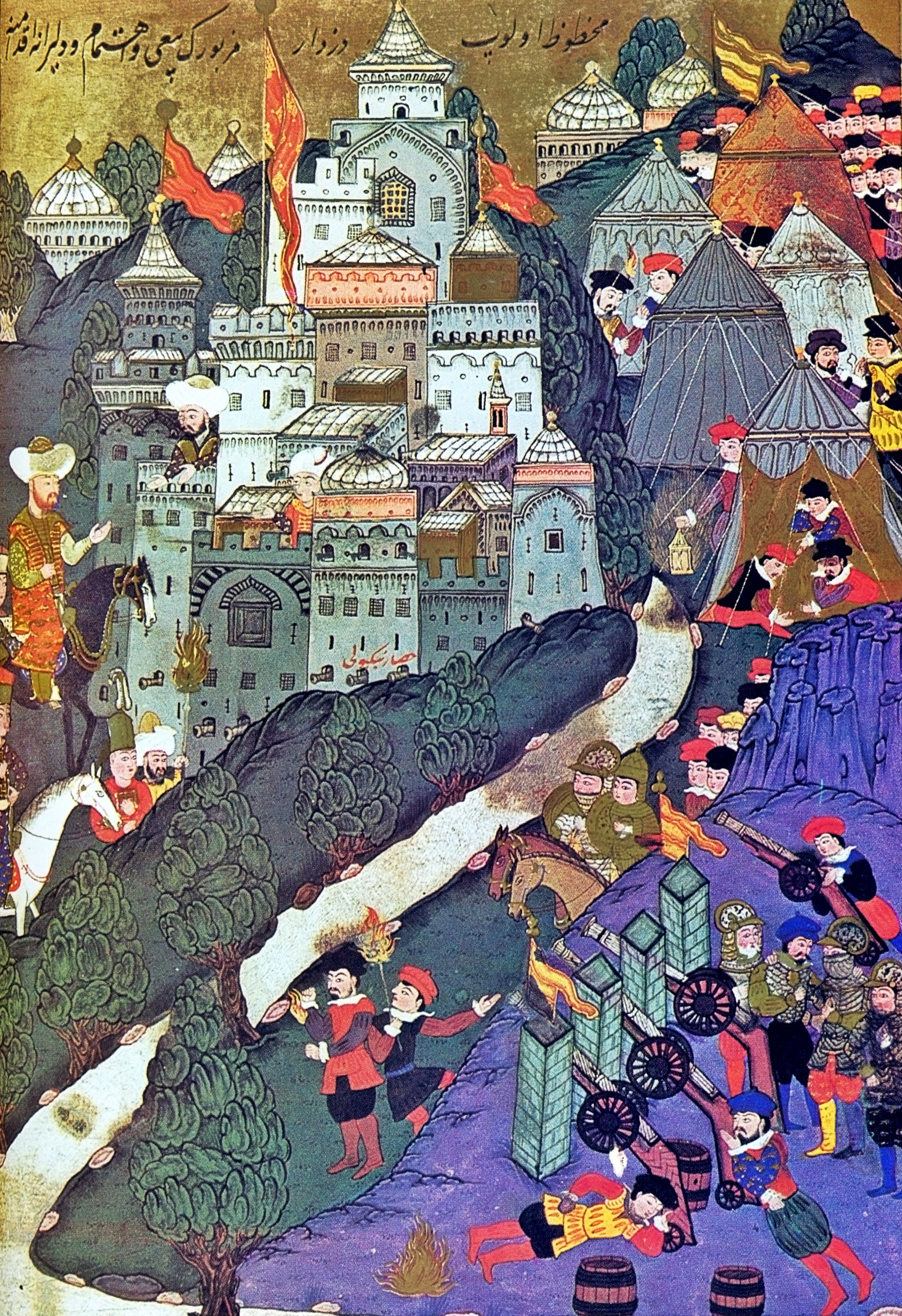
Bitva u Nikopole, 1396

Již roku 1380 se Muradovi bojovníci vypravili proti trnovskému carství, kde se jim o něco později vzdala Sofie (1382). Roku 1385 porazili vládce srbské Zety a poté zaútočili na Srbsko, kde padla Niš (1386). Současně získali zbývající severní část Makedonie, západní Albánii, pohraničí Thesálie a dočasně také Soluň (1387). Ohroženi tureckou expanzí uzavřeli slovanští vládci kníže Lazar Hrebeljanović, který po 1371 významně upevnil své postavení v centrálním Srbsku, bosenský král Tvrtko I. a bulharský car Ivan Šišman roku 1387 protitureckou koalici. Vzápětí porazili Srbové a Bosňané (bulharské oddíly nestačily dorazit) Osmany u Pločniku nad Toplicí. Podle tureckého svědectví to prý byla právě tato porážka, co přimělo Murada I. k mohutné ofenzívě proti Srbsku.
Roku 1388 zamířilo turecké vojsko v čele se samotným sultánem nejprve do Bulharska s cílem obnovit poplatnou závislost trnovského carství. Ivan Šišman byl donucen k poslušnosti, zároveň se tureckými vazaly stali vidinský vládce Ivan Stracimir a dobrudžský despota Ivanko. Následujícího roku se obrovská turecká armáda vypravila do oblasti Kosova pole.
Osudová srážka srbských a bosenských vojsk, jimž přišli na pomoc Bulhaři, Albánci, Valaši a Maďaři, s Muradovou armádou, podporovanou srbskými vazaly, předurčila osud balkánských národů na několik století. Navzdory všeobecně panující představě o národní tragédii Srbů, opředené mnoha idealizujícími mýty o velkosrbské středověké říši a jejím konci, soudí dnes historici, že bitva, která se odehrála 28. června 1389 na Kosově poli, dopadla v podstatě nerozhodně. Obě strany utrpěly těžké ztráty a o život přišli také oba vrchní velitelé, Murad I. a Lazar Hrebeljanović. Sultána probodl zřejmě ještě před zahájením bitvy příslušník Lazarovy družiny Miloš Obilić (Kobilić), kterému se podařilo lstí proniknout do tureckého tábora. Velení poté převzal Muradův syn Bájezíd I. (1389–1402) a bitvu dovedl do konce. Zajatý kníže Lazar a další srbští velmoži byli v odvetu za sultánovo zavraždění z jeho příkazu popraveni.
Tragické důsledky bitvy na Kosově poli se projevily teprve postupně. Srbsko, které ztratilo v bitvě svoje nejlepší vojenské síly, bylo vzápětí ze severu napadeno uherským králem Zikmundem Lucemburským. To donutilo kněžnu vdovu Milicu, která vládla za Lazarovy nedospělé syny, přijmout Bájezídovy mírové podmínky. Srbsko se stalo vazalským státem s povinností platit Osmanům tribut a poskytovat jim vojenskou pomoc. Kromě toho byly do srbských měst umístěny turecké posádky.
Mnohem hůře dopadlo Bulharsko, neboť Turci se po uvedení Srbska do vazalské závislosti soustředili na konečné uspořádání poměrů v jihozápadní části Balkánu. Roku 1391 překročila část tureckého vojska Dunaj a napadla Valašsko. Valašský kníže Mircea I. se zavázal k poplatné závislosti. Poté vtrhli Turci na jih Uher, ale byli zde na hlavu poraženi Zikmundem Lucemburským. Této příležitosti využil trnovský car Ivan Šišman a požádal uherského krále o pomoc proti Turkům. Když se vypravil na jednání do Nikopole na Dunaji, rozhodl se Bájezíd, že nespolehlivého vazala potrestá, a oblehl Trnovo. Po třech měsících urputné obrany padlo 17. července 1393 sídelní město druhého bulharského carství do rukou Osmanů, kteří je vyrabovali, zpustošili výstavné paláce i kostely a zdecimovali obyvatele, přestože jim Bájezíd osobně zaručil bezpečí. Více než sto bojarů bylo povražděno, mnoho významných měšťanských rodin přesídleno do Malé Asie. Zčásti vylidněné Trnovo osídlili turečtí kolonisté. Poté se Bájezíd obrátil proti Nikopoli, kde zajal posledního bulharského cara Ivana Šišmana, který později buď zemřel ve vězení nebo byl popraven. Současně si turečtí dobyvatelé podmanili Dobrudžu (1393). Vidinský vládce Ivan Stracimir byl donucen vpustit do své země turecké posádky, které měly chránit její hranice před útoky z Uher. Roku 1395 se Mirčovi Starému podařilo porazit s uherskou pomocí turecké vojsko u Rovine (v této válce zahynul turecký vazal Marko z Prilepu a Osmani poté ovládli celou Makedonii). Valašsko sice zůstalo nadále poplatně závislé na osmanské říši, ale požívalo zatím značné autonomie.
Až poté, co Turci ovládli Balkán, se začali křesťané v Evropě obávat stále silnější islámské říše v jihovýchodní Evropě. Zikmund Lucemburský sestavil s požehnáním papeže spojenou křižáckou armádu, kterou tvořili vojáci z Uher, Francie, Německa, Itálie a dalších zemí, a vytáhl s ní proti Osmanům. Nicméně v bitvě u Nikopole v září 1396 byla Zikmundova vojska těžce poražena a sám Zikmund musel rychle uprchnout. Paradoxně na straně Osmanské říše bojovala spousta vojáků z obsazených vazalských balkánských států.
Z Osmanské říše se stala respektovaná mnohonárodní (nikoliv pouze turecká) velmoc. Státním náboženstvím byl islám a tolerovala se v omezené míře i jiná vyznání (pravoslavné křesťanství, judaismus).

### Osmanské interregnum
Ještě v roce 1402 sultán Bájezíd I. oblehl Konstantinopol s úmyslem ji definitivně dobýt a zabrat. Při tomto obléhání však byl nucen změnit plány.
Z východní strany začal Osmanskou říši ohrožovat mocný uzbecký vládce s mongolskými kořeny a ještě krutější bojovník Timur Lenk (známý též jako Tamerlán). Bájezíd podcenil sílu svého nepřítele a utkal se s ním v bitvě u Ankary, kde však byl na hlavu poražen a sám sultán byl zajat. Pro osmanskou říši nastal kritický okamžik, známý jako osmanské interregnum. Bájezíd zemřel v uzbeckém zajetí za nevyjasněných okolností v roce 1403. Tamerlán po zpustošení Malé Asie zaměřil své dobyvatelské úsilí zpět na Dálný východ. Pět synů Bájezída se nebylo schopno dohodnout na společném sultánovi a každý z nich nárokoval trůn pro sebe. Nastala série vzájemných občanských válek, kdy většina těchto bratrů byla nakonec zabita. Teprve po jedenácti letech v roce 1413 se stal novým sultánem Mehmed I. a začal konsolidovat zničenou zemi. Následky této bratrovražedné války museli řešit ještě Mehmedovi nástupci Murad II. a také Mehmed II.

### Dobytí Konstantinopole a další expanze

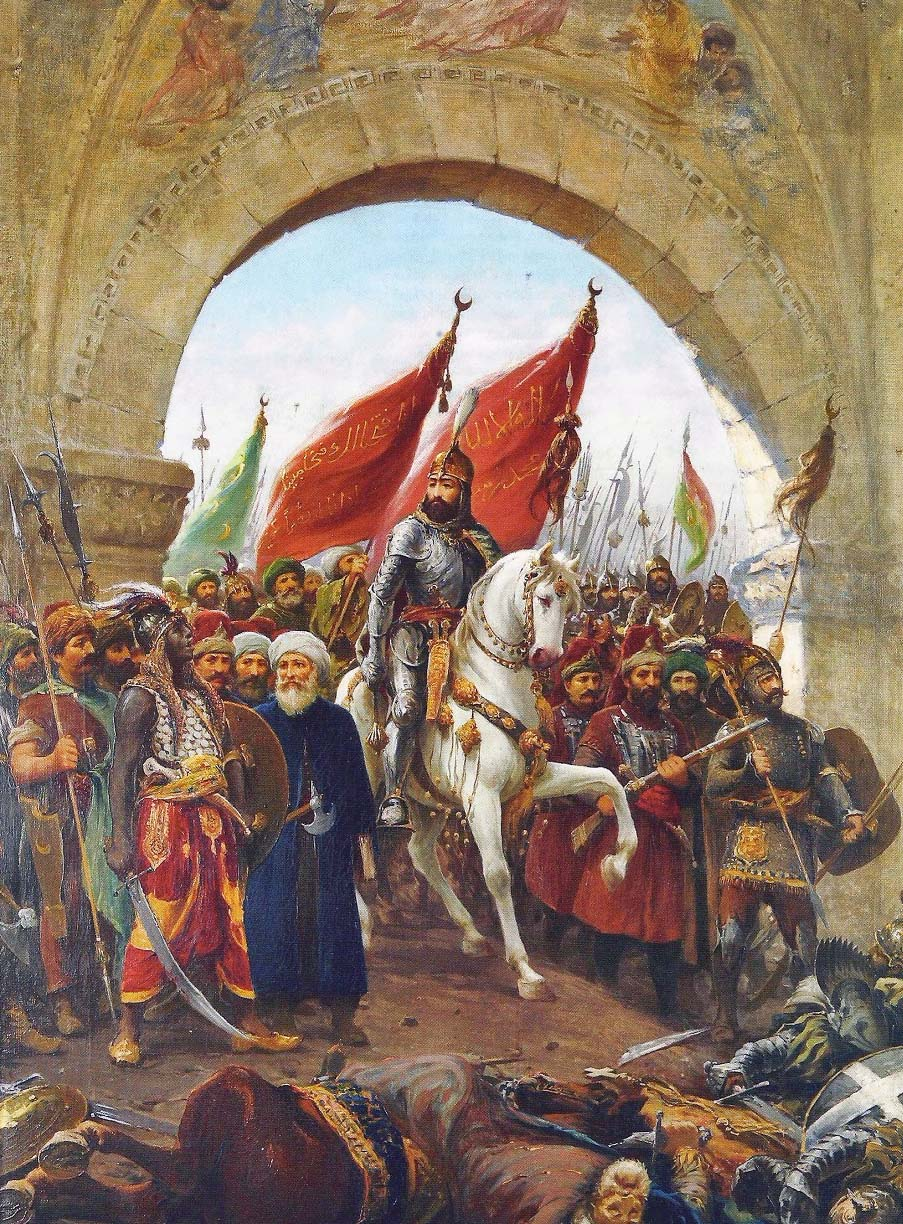
Mehmed II. vstupuje do Konstantinopole

Expanze říše mezi lety 1481 a 1683 (kromě oblastí Alžíru, Súdánu, Hidžázu, Asíru a Jemenu)

Křesťanská Evropa sužovaná vnitřními rozbroji (stoletá válka, papežské schizma, husitské války) nebyla schopna využít dočasného bezvládí v Osmanské říši, která se naopak postupně stabilizovala a pokračovala ve výbojích. V roce 1444 se spojila polská a maďarská vojska pod vedením Vladislava III. a Jánose Hunyadiho a zaútočila na Osmanskou říši. Byli však poraženi sultánem Muradem II. v bitvě u Varny, kde polský král padl. V Albánii byla osmanská invaze dočasně zastavena Skanderbegem a ve Valašsku osmanský postup odrazil kníže Vlad III. Dracula.
V roce 1453 sultán Mehmed II. dobyl hlavní město kdysi všemocné, ale nyní slabé Byzantské říše Konstantinopol a učinil ji svým hlavním městem pod jménem Istanbul. Osmanská říše pak dále rozšiřovala svoje državy jak na evropské půdě, tak i v Africe a Asii. V období mezi lety 1453 a 1520 tak získali Řecko, Albánii, ostrovy v Egejském moři a pod svůj vliv též začlenili Valašsko (později valašský pašalík) a Krymský chanát. Osmanští vládcové také upevnili svou moc v Malé Asii postupným dobýváním zbylých částečně nebo zcela nezávislých tureckých státečků, což vyvrcholilo dobytím jednoho z posledních zbytků Byzantské říše – Trapezuntu. Sultán Selim I. Hrozný (vládl 1512 až 1520) dramaticky rozšířil východní a jižní hranici říše tím, že porazil šáha Ismá‘íla safíovské Persie v bitvě na Čaldiránské rovině, čímž si sultán pojistil dominantní postavení jak na Předním východě, tak i ve Středozemním moři (zejména po roce 1519, kdy se alžírský vládce Chajruddín Barbarossa podřídil vládě osmanské říše a stal se velitelem osmanského námořnictva). Po zhoršení vztahů s Mamlúckým sultanátem dobyl sultán Selim I. roku 1517 Sýrii, Palestinu a Egypt a prohlásil se chalífou, tedy vůdcem celého muslimského světa. V době smrti Selima I. tedy osmanská říše ovládala téměř celou jihovýchodní Evropu, Malou Asii, Levantu, pobřeží Černého moře, Egypt, část Arábie a Alžír, čímž se stala přední evropskou velmocí, která dále po několik století ovlivňovala i politický vývoj Evropy.

### Vrchol a stagnace osmanské moci (1520–1683)

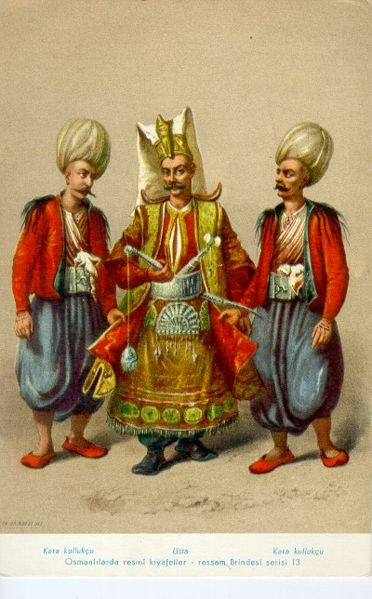
Elitní jednotky osmanské armády a později jedna z nejvlivnějších vrstev ve společnosti – Janičáři

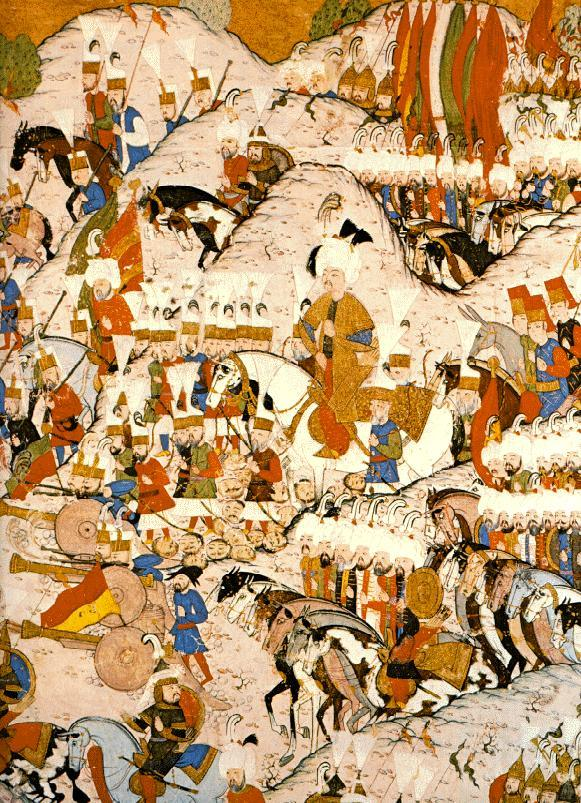
Bitva u Moháče, 1526

Po smrti Selima nastoupil na trůn Sulejman I. zvaný Nádherný nebo též Zákonodárce. Sulejman bývá považován za jednoho z nejvýznamnějších osmanských sultánů. Navázal na expanzivní politiku svého otce a začlenil do Osmanské říše území dnešní Libye, dále dobyl Bagdád, Medinu a Mekku a roku 1526 porazil v bitvě u Moháče vojska Ludvíka Jagellonského, který při ústupu utonul. Sulejman zemřel přirozenou smrtí během obléhání Szigetváru v roce 1566. Smrtí  Ludvíka Jagellonského započala v Uhersku nástupnická krize, ve které stanul uherský šlechtic Jan Zápolský proti rodu Habsburků. S pomocí Osmanů pak ovládl značnou část Uher (osmanská vojska pronikla roku 1529 až k Vídni, ale poté se vlivem nepříjemných podnebních podmínek stáhla). Po smrti Jana Zápolského ale propukly boje nanovo. Habsburská vojska byla několikrát poražena, v Uhrách byl zřízen tzv. Budínský pašalík a v Sedmihradsku se ujal vlády Zápolského syn Jan Zikmund Zápolský, který se částečně stal osmanským vazalem. Na základě spojenectví s Francií pak osmanská vojska dlouho vázala vojenský potenciál Habsburků, čímž oslabovala jejich pozici ve střední Evropě.
Díky námořním základnám v Alžíru i množství dalších přístavů v Levantě, Egyptě, Řecku a Malé Asii se osmanské loďstvo stalo dominantní silou ve Středomoří, ovšem dominancí osmanské říše v této oblasti otřásly už v 2. polovině 16. století dvě těžké porážky – nejprve neúspěch při obléhání Malty, který jí uzavřel cestu k průniku do evropské části západního Středomoří, a následně drtivá porážka u Lepanta, která ukázala její technickou zaostalost v palných zbraních a natrvalo podlomila její námořní moc, byť co do počtu dokázala své loďstvo znovu vybudovat. Odhaduje se, že barbarští korzáři z Alžíru, Tripolisu a dalších přístavů pod osmanskou správou odvlekli do otroctví při nájezdech na evropské pobřeží až 1 milion lidí.
Osmanské námořní síly také dlouho držely Rudé moře, přesto však nedokázaly prorazit portugalskou blokádu na obchod s kořením. Za vlády Sulejmana se též značně pozvedla kultura, což se projevilo zejména v architektuře. Sultán nechal vybudovat množství mešit a jiných nákladných staveb. V říši bylo i tolerantnější prostředí, co se náboženství týče. Proto sem po vyhnání ze Španělska přicestovalo mnoho Židů, kteří se pak angažovali v obchodě nebo pracovali jako státní úředníci. Lidé ostatních náboženství mohli svobodně pod osmanskou vládou žít, museli však platit zvláštní daň.

### Opory sultánovy moci
Sultán opíral svou moc o jednotky janičářů, což byli muži křesťanského původu, již byli odvedeni v raném věku od svých rodin (devširme), donuceni konvertovat k islámu a vychováni k absolutní poslušnosti a disciplíně. Krom této osobní gardy sloužili v armádě sipáhíjové, kterým byla udělována v léno půda a kteří se krom jezdecké služby v armádě starali také o chod zemědělství a výběr daní na svém přiděleném území. Krom armády byla pilířem sultánovy moci rada ministrů (divan) a svou náboženskou autoritu opíral o radu muslimských teologů (ulema), která se však na sebe snažila strhávat moc, až nakonec velký muftí rozhodoval dokonce o způsobilosti sultána vládnout.

### Stagnace a reformy (1566–1602)

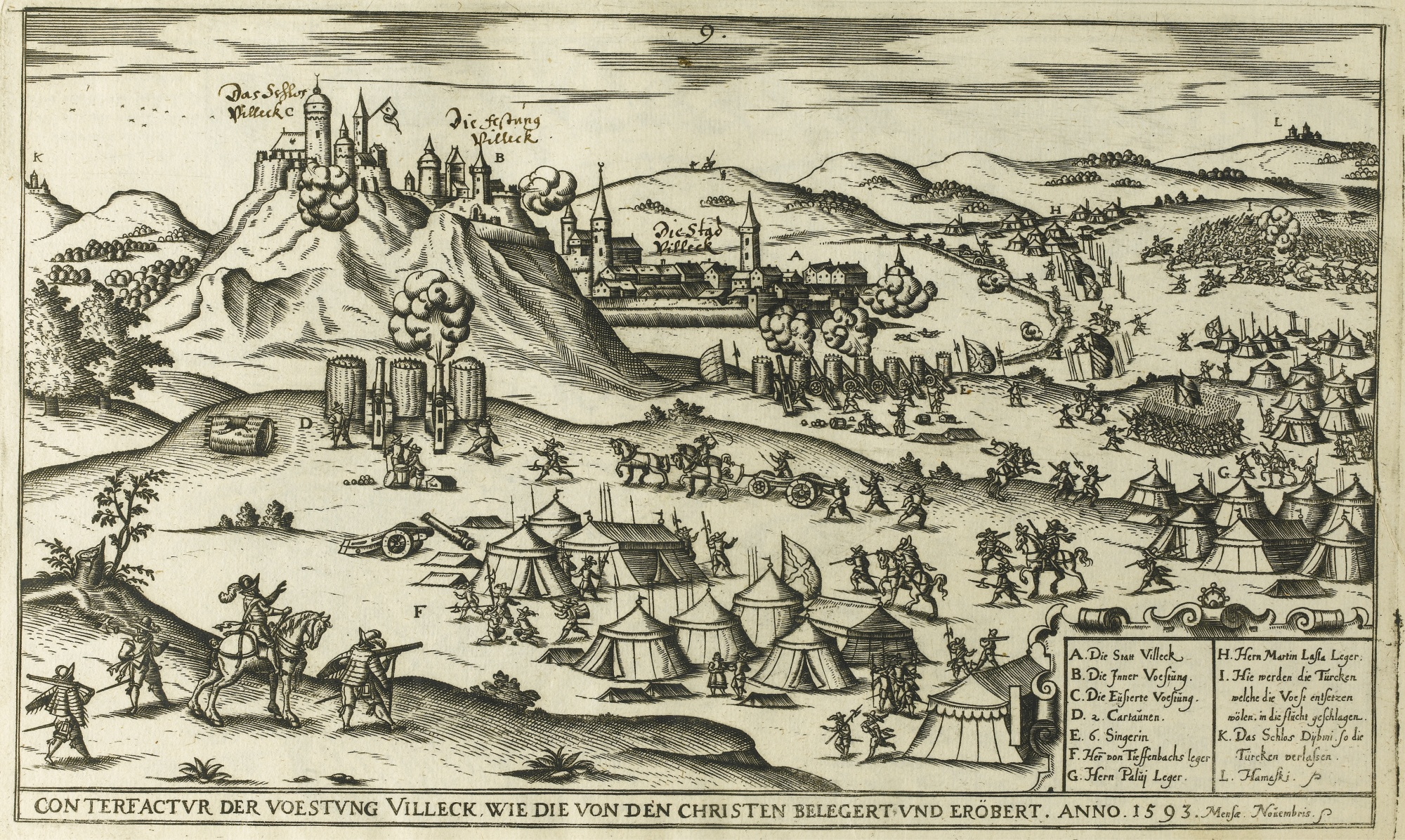
Obléhání Fiľakovského hradu v osmanské části Uherska císařskými vojsky během dlouhé turecké války roku 1593

Bitva u Lepanta roku 1571

Přesto se ke konci vlády Sulejmana začaly objevovat příznaky stagnace. Hospodářství, jakkoli bylo za vlády Sulejmana silné, začalo pozvolna upadat. Po Sulejmanovi nastoupili méně schopní sultáni (Selim II. a Mehmed III.), takže do politiky stále více zasahovali jejich manželky a poradci (zejména pak vezír Mehmed Paša Sokolović), kteří postupně přebírali moc v říši. Provincie spravované sipáhíji nevynášely tolik jako dříve, protože díky častému střídání si jejich správci nevytvořili k místu působnosti žádný vztah a neměli tedy zájem starat se o další vývoj provincie. Naopak mnohdy tito správcové využívali ovládané provincie pouze k osobnímu obohacení.
Západní Evropa, jeden z jejich hlavních nepřátel, se začala rozvíjet zejména díky zámořským objevům, Osmanská říše však z toho neměla prakticky žádná pozitiva.

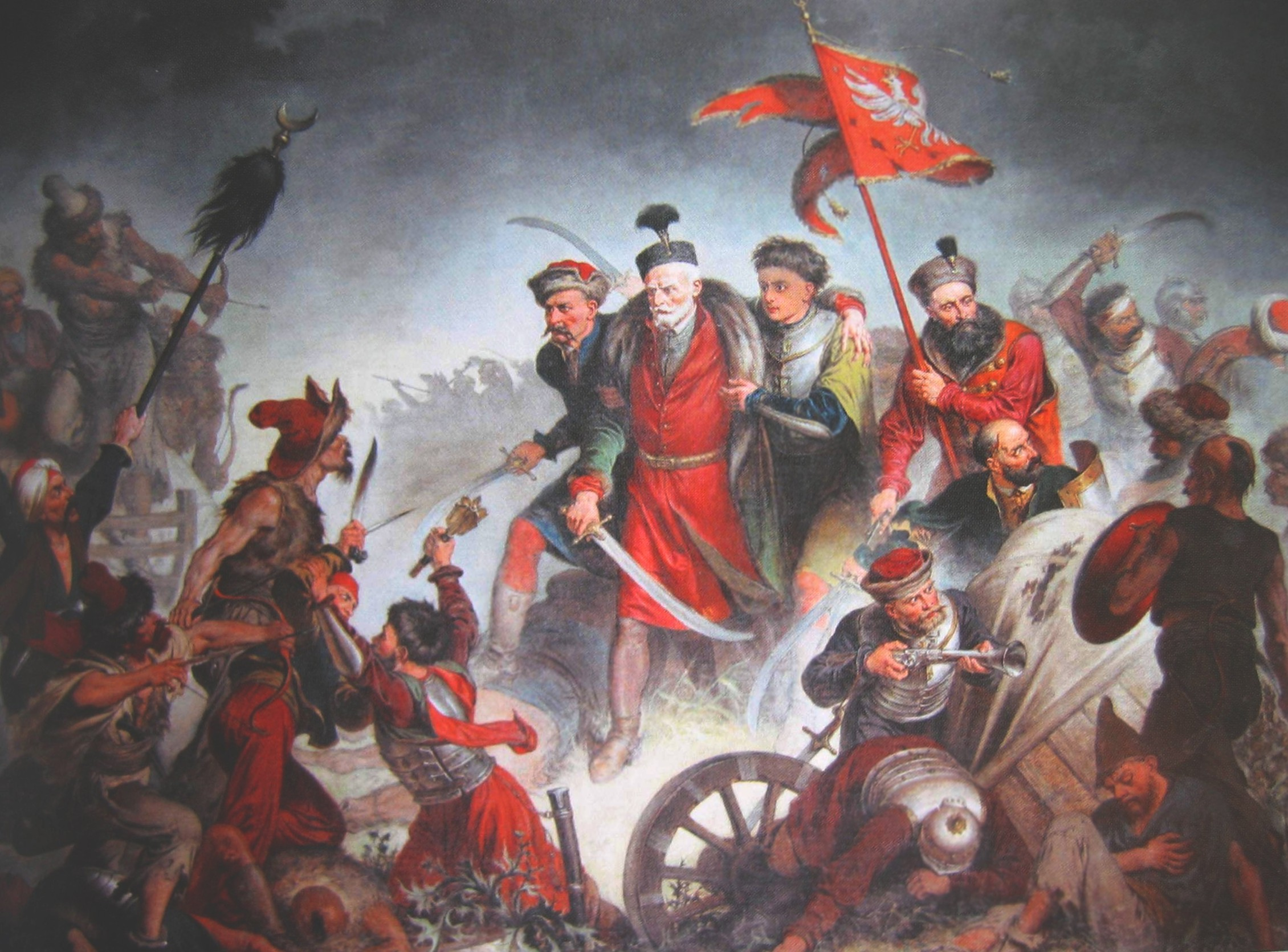
Bitva u Cecory roku 1620 mezi polsko-litevskými a osmanskými vojsky během války o kontrolu nad Moldavským knížectvím

Díky pokračujícímu portugalskému embargu na obchod s kořením ztrácela osmanská říše podíl na tomto výnosném zdroji příjmů a situaci jen zhoršoval příliv levného stříbra z Peru, který způsoboval inflaci. O další zdroje příjmů přicházela osmanská říše díky systému kapitulací, tedy přenechání obchodu s určitým druhem zboží zahraničním obchodníkům. Taktika osmanského vojska začala zastarávat, navíc janičáři posilovali svůj vliv ve státě a postupně začali obsazovat vysoká úřednická místa ve státní byrokracii, takže z původně elitních jednotek se stávala společenská vrstva neváhající prosadit svoje zájmy na úkor kohokoli včetně sultána. Pokusné reformy některých sultánů janičáři většinou odmítali, aby nepřišli o své pravomoci, přičemž neváhali někdy zavraždit i samotné sultány a místo nich dosadili slabé panovníky, které mohli lépe ovládat.
Přitom ale osmanská říše musela čelit třem velkým říším na svých hranicích – ze severozápadu Habsburské monarchii, z východu sáfiovské Persii a ze severovýchodu postupně rostoucímu Rusku.
Tataři z Krymského chanátu, kteří byli oficiálně vazaly Osmanské říše, podnikali téměř každý rok loupeživé vpády, které přispěly k vylidnění prakticky celé jižní a východní Ukrajiny (tzv. Divoká pole). V roce 1663 během čtvrté rakousko-turecké války, kterou Habsburkům vyhlásil sultán Mehmed IV., podnikli krymští Tataři společně s Turky několik vpádů na Moravu, při kterých bylo uneseno do otroctví na 12 000 lidí. Roku 1669 byla během šesté osmansko-benátské války po více než dvacetiletém tažení dobyta benátská Kréta.

#### Neúspěch u Vídně a ztráta Uher (1683–1718)

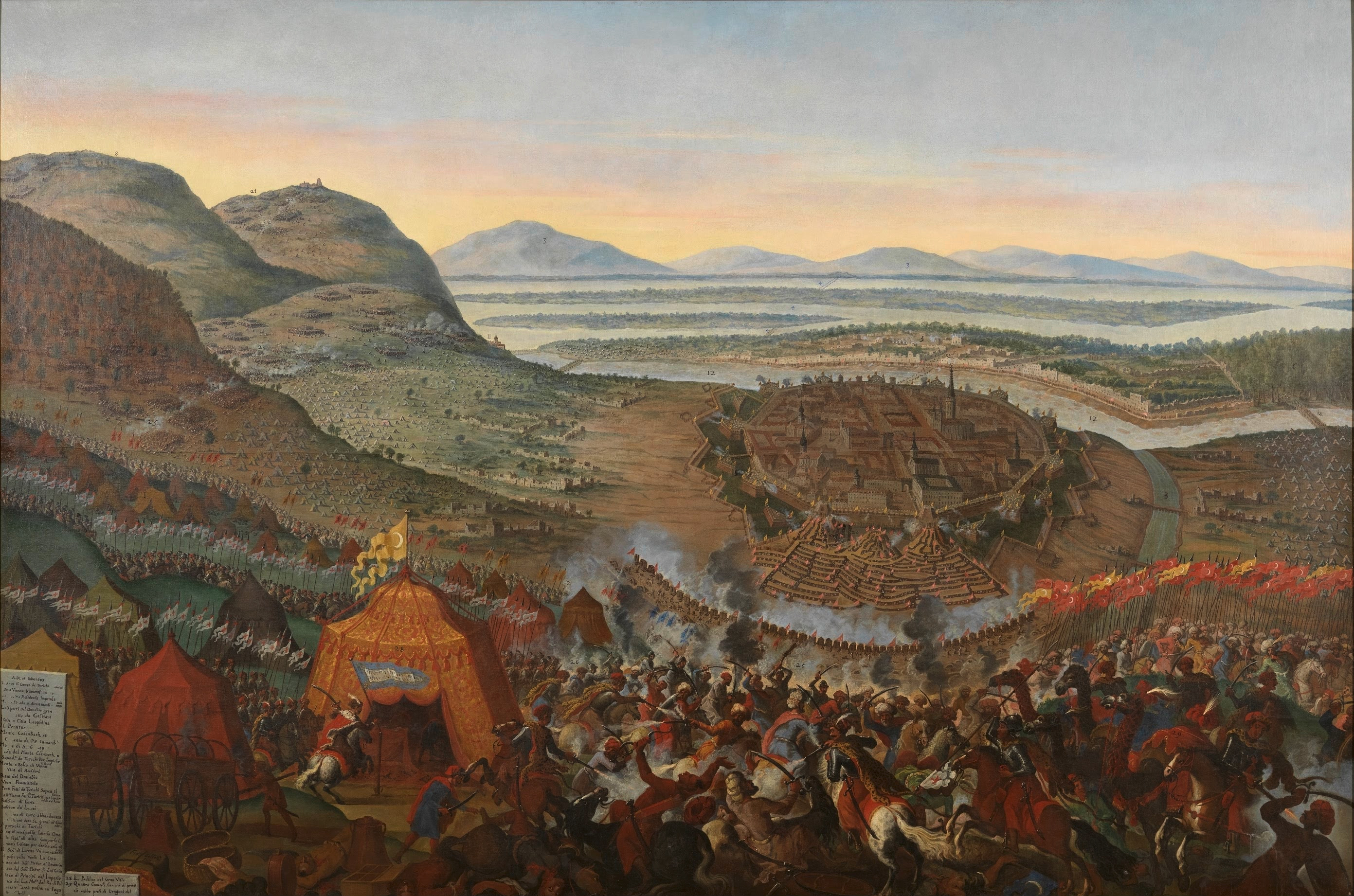
Neúspěch u Vídně roku 1683 znamenal zvrat na severní hranici Osmanské říše

Sultán Mehmed IV. nastoupil po několika neschopných vládcích a pokusil se zastavit postupný propad Osmanské říše. Když se sultánův velkovezír Kara Mustafa vydal roku 1683 na Vídeň, zachvátil Evropu strach, který jen umocnil útěk Leopolda I. s rodinou z Vídně. Mustafovi se však jeho taktika nevyplatila – oblehl Vídeň ve snaze město vyhladovět, tím však jen poskytl císaři čas na to, aby získal pomoc proti Turkům, kterou mu nakonec poskytl Karel V. Lotrinský a především polský král Jan III. Sobieski, jehož vojska Turky rozprášila. Brzy byla dobyta také islámská Ostřihom a Turci byli nuceni začít se stahovat z Uher. Když se sultán dozvěděl o neúspěších Kary Mustafy, nechal jej v Bělehradě uškrtit.
Evropské státy hraničící s Osmanskou říší se rychle snažily nabyté převahy využít, a Benátky, Rakousko, Polsko a papež Inocenc XI. vytvořili roku 1684 Svatou ligu, která zahájila ofenzívu – v následujících třech letech bylo zastaralé turecké vojsko vytlačeno z Uher, části Chorvatska a Sedmihradska, Benátky navíc zaútočily na Dalmácii a obsadily Peloponéský poloostrov.
Zemi zachvátila krize. Do středu říše se valili uprchlíci, půda zůstala neobdělána a celou situaci zhoršovala prudká inflace. Mehmed IV. nastalou situaci neunesl a rozhodl se rezignovat ve prospěch svého bratra Sulejmana II., který byl po celý svůj dosavadní život držen v domácím vězení (tzv. kafe; praxe povraždit sultánovy bratry v den jeho nástupu na trůn, aby se náhodou nepokusili sultanát uchvátit, již byla opuštěna). Přestože Sulejman II. již po čtyřech letech zemřel, dokázal za dobu své krátké vlády zemi poměrně stabilizovat.
Přestože boje pokračovaly dalších deset let, k dalšímu mohutnému posunutí hranice nedošlo. Svatá liga se brzy začala rozpadat a situaci již nezvrátilo ani několik osmanských ofenzív, ani vítězství Evžena Savojského. Nakonec znepřátelené strany uzavřely v roce 1699 tzv. Karlovický mír, podle kterého Uhry a Sedmihradsko zůstaly v habsburských rukou a Benátkám připadla Dalmácie. Osmanská říše ustála i vnitřní nepokoje (zejména vzpoura janičářů) a nejhorší krize byla nakonec překonána reformou daní a armády (zejména byla vybudována námořní flotila sestavená z moderních plachetnic).

### Zavádění reforem (1718–1802)

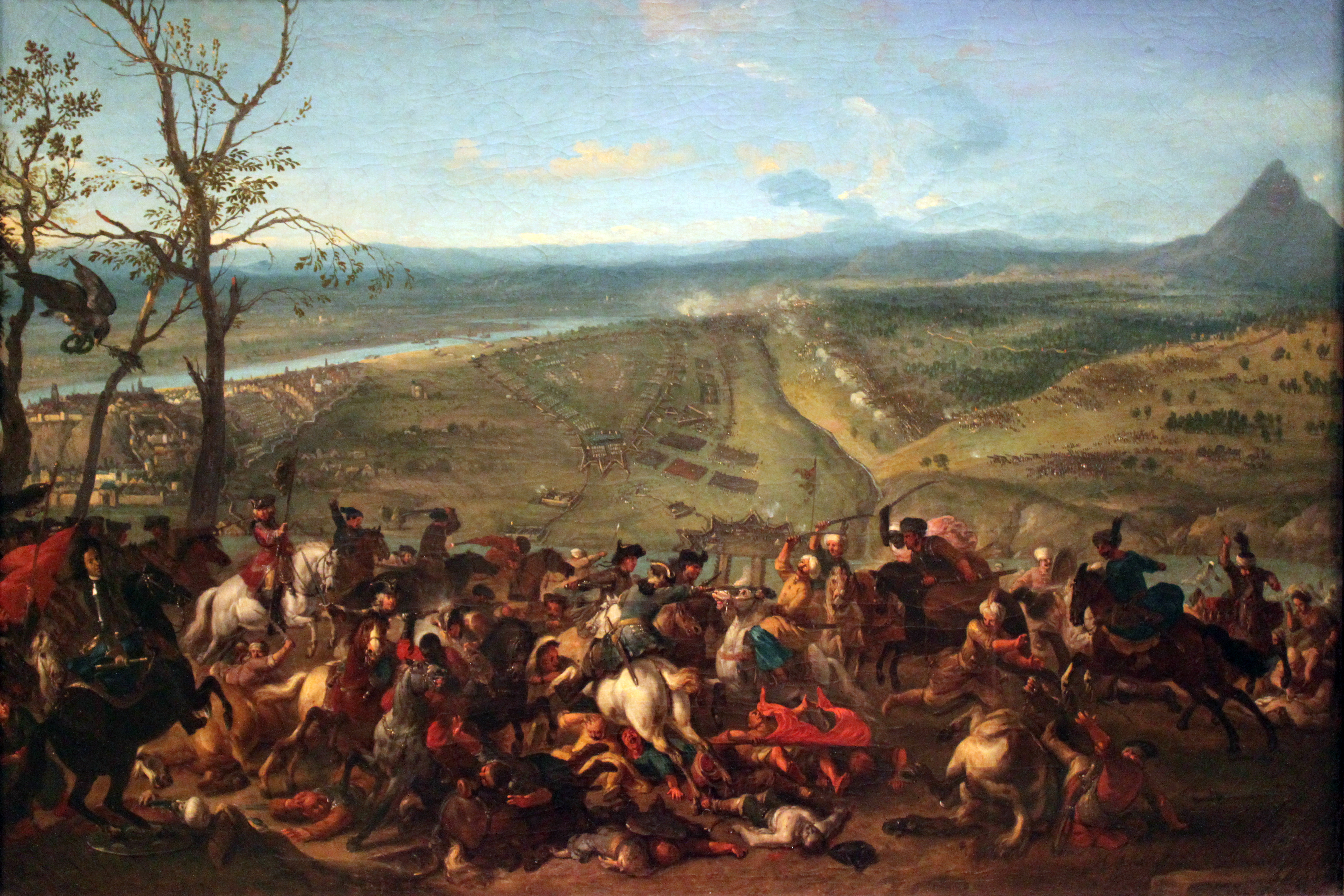
Rakouské jednotky vedené Evženem Savojským dobývají Bělehrad v roce 1717

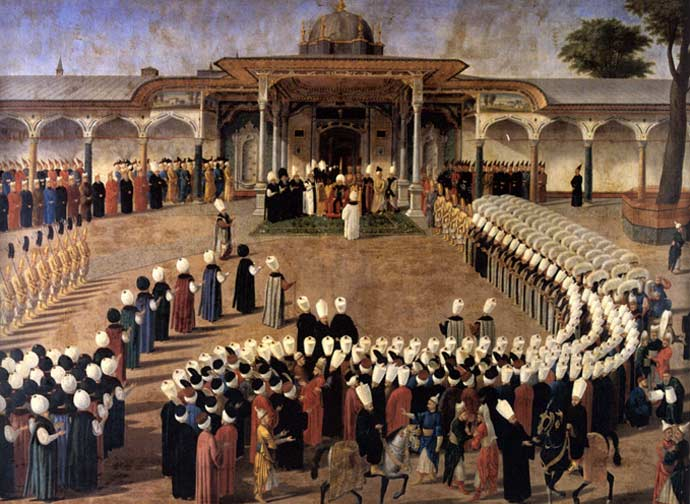
Selim III. před palácem Topkapi

Brzy však měly následovat ještě hlubší změny. Osmanská říše za vlády sultána Ahmeda III. především vyslala své první vyslance do několika evropských zemí, které přestaly v Turcích vidět nositele „Božího hněvu“ a začali Osmanskou říši brát jako obyčejný stát. Nezůstalo jen u diplomatických styků – do Istanbulu začali přicházet evropští architekti, začal se rozvíjet tisk, byl vypracován nový systém muslimských škol. Pěstování tulipánů (které byly následně exportovány do Nizozemí) se stalo natolik rozšířenou módou, že toto období reforem bylo nazváno Obdobím tulipánů (1718–1730). Říše se začala hospodářsky rozvíjet.
Tyto poměrně radikální změny však vyvolaly povstání konzervativních janičářů, které vedlo znovu k výměně sultána. Mahmud I. (1730–1754) však nechal vůdce povstání popravit a v reformách pokračoval. Reforma armády za přispění francouzských vojenských odborníků vedla k úspěchům ve válkách s Ruskem, Rakouskem a Persií. Zdaleka ne všechny problémy však byly vyřešeny (separatistické tendence Egypta, hladomor v Mezopotámii, odpor janičářů). Reformy se totiž týkaly většinou jen armády, nikoliv rozvoje hospodářství, vzdělanosti atd. Mustafa III. (1757–1774) navíc fatálně přecenil své síly a vyhlásil válku ruské carevně Kateřině Veliké, ve které ruské vojsko Turky snadno vytlačilo ze severního pobřeží Černého moře a mírem z Küčük-Kaynarca (ve starší literatuře Küçük-Kainardži, lépe asi Küçük-Kajnardža (= Malá Kajnardža)) (1774) získala carevna jisté pravomoci ve Valašsku a Moldavsku, Bospor a Dardanely musely poskytnout obchodním lodím volný průjezd a Vysoká porta (administrativní aparát osmanské říše) měla zajistit bezpečnost pravoslavných věřících v Osmanské říši.
Po této porážce se sultán Abdulhamid I. rozhodl zejména v reformách vojska pokračovat. Téměř všechny reformy se však týkaly jen centra říše, v odlehlejších oblastech naopak vládla anarchie a vlády se ujímali lokální diktátoři. Rusko začalo poprvé uvažovat o rozdělení Osmanské říše a roku 1783 okupovalo Gruzii. Do války se spolu s Ruskem (od 1787) brzy zapojilo i Rakousko, které obsadilo Bosnu a Moldavsko. Tyto války a zejména pak Napoleonův vpád do Egypta (1798) a Palestiny však jen přispěly ke stmelení Osmanské říše a utvrdily sultána v zavádění dalších reforem.

### Rozpadání říše (1808–1876)

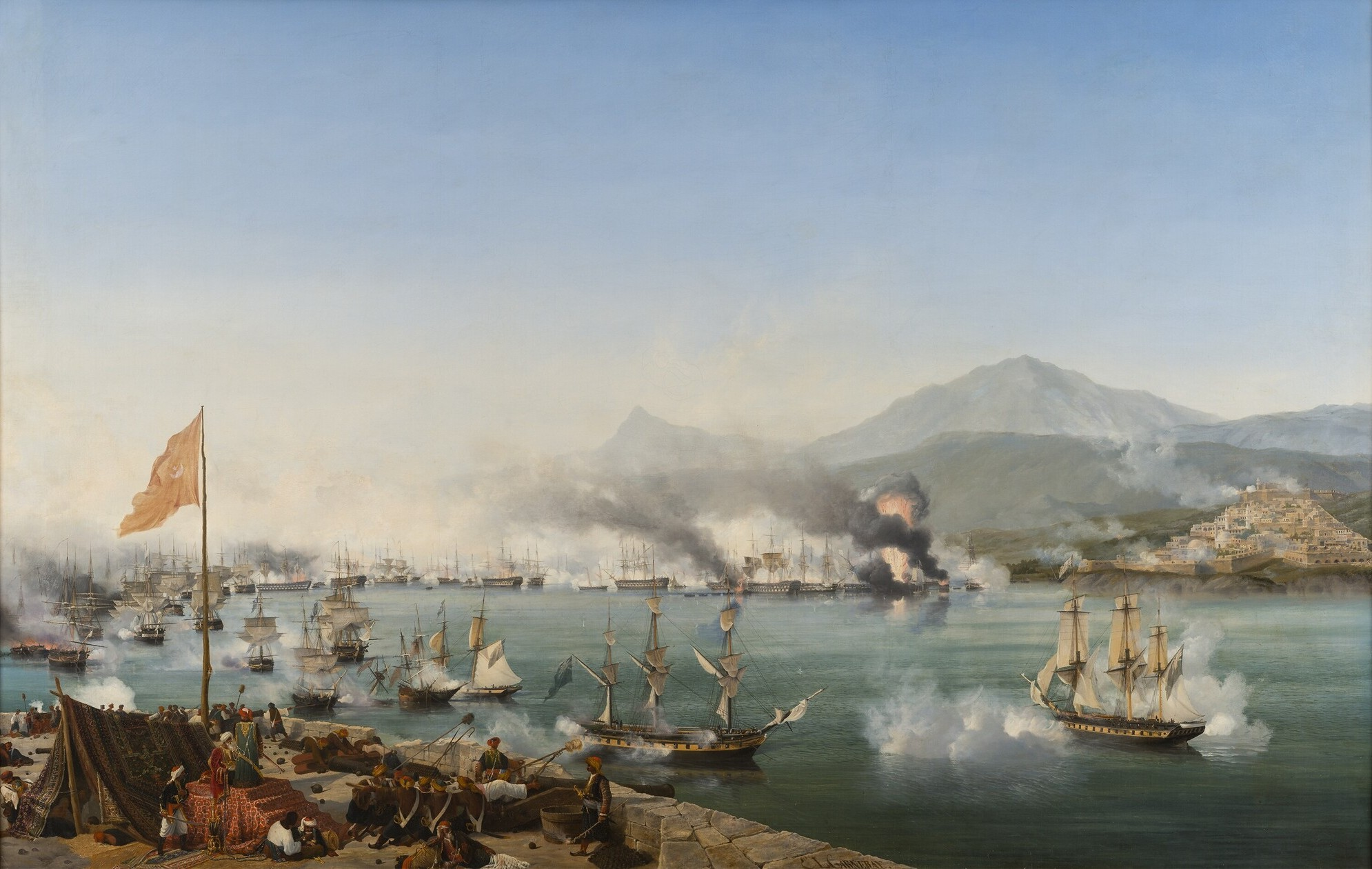
Bitva u Navarina (1827) znamenala pro Osmanskou říši další územní ztráty

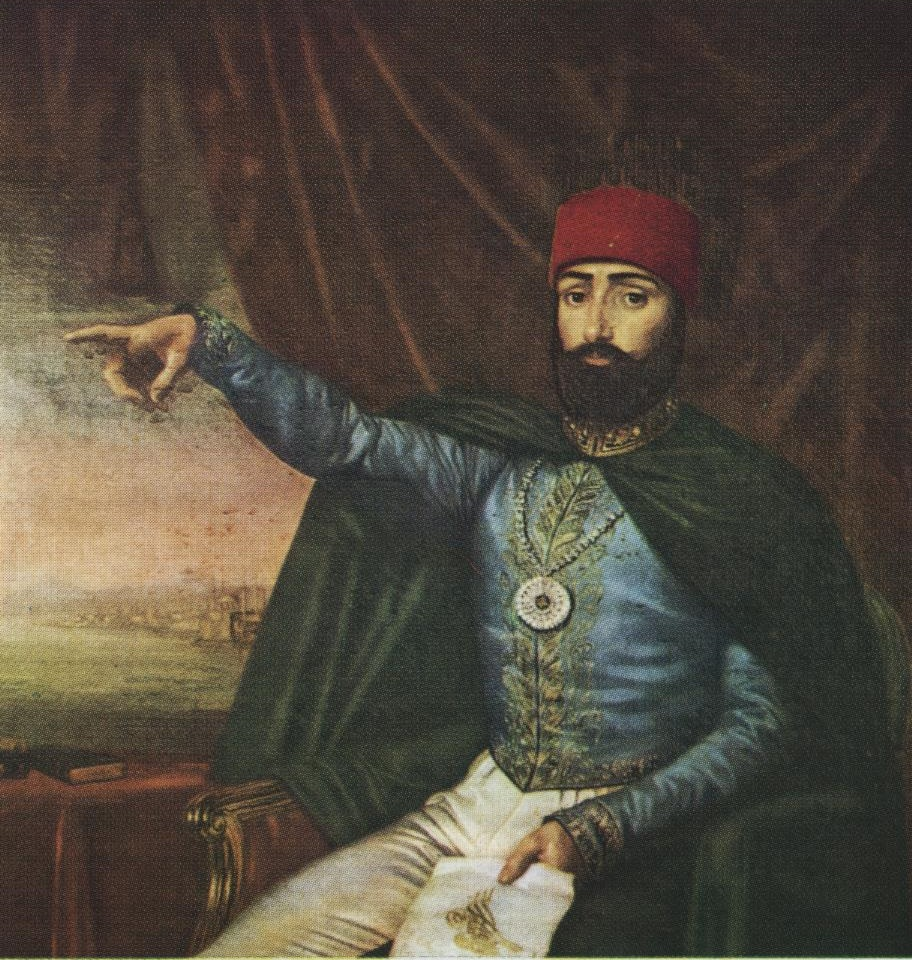
Mahmut II.

Na přelomu 18. a 19. století se Osmanská říše stala předmětem zájmu všech velmocí. Během napoleonských válek sultán Selim III. váhal, zda se přiklonit k Francii či Rusku. Nakonec si zvolil Francii, což však popudilo Velkou Británii, která se neúspěšně pokusila násilně proplout Úžinami a odtrhnout Egypt od Osmanské říše. Tyto události byly provázeny separatistickými snahami v Albánii (Ali Paša), povstáním pravoslavných v Srbsku a nakonec znovu povstáním protireformních janičářů, kteří Selima svrhli a dosadili Mustafu IV., ale ten byl vzápětí také svržen a sultánem se stal Mahmut II. (1808–1839).
Ale i Mahmut II. si byl vědom nezbytnosti reforem, které sice prováděl opatrněji, klid však Osmanská říše nezažívala. Válka s Ruskem pokračovala až do roku 1812, kdy Turci mírem v Bukurešti ztratili Besarábii a Srbsku byla přislíbena značná autonomie. Neklidné byly i provincie – bylo nutné potlačit srbské povstání (1813) a Ali Paša po své porážce roku 1820 podněcoval Řeky, kteří nakonec roku 1821 povstali. Povstání bylo neseno v duchu novohelénství, proti kterému stála i pravoslavná církev. Mahmut však situaci špatně odhadl a povstání považoval za pravoslavné, a nechal proto popravit konstantinopolského patriarchu a několik biskupů, čímž jen způsobil, že k povstání se přidali i pravoslavní věřící. Sultán přestával situaci zvládat, a tak požádal o pomoc egyptského guvernéra Muhammada Alího, který řecké povstání krutě potlačil. Turci rozpoutali protiřecký teror, jehož symbolem se stalo povraždění obyvatel na ostrově Chios, kde bylo v dubnu 1822 ze 100 000 obyvatel okolo 90 000 ostrovanů povražděno nebo zotročeno.
Další vzpouru janičářů roku 1826 Mahmut řešil neméně radikálně: prostě janičáře rozpustil. Tím se sultánovi konečně uvolnily ruce k rázným reformám – modernizoval vojsko, administrativu, budoval infrastrukturu, rozvíjel zahraniční obchod, ale hlavně zrušil feudalismus. Tyto úspěchy však kalily zahraniční velmoci – Velká Británie, Francie a Rusko se zavázaly uznat řeckou autonomii a po vojenské intervenci, bitvě u Navarina roku 1827, ve které byly zničeny dvě třetiny egyptsko-osmanského loďstva, a drinopolské dohodě (1829) Osmanská říše ztratila Řecko, část území na Kavkaze (zabrána Ruskem), Srbsko získalo autonomii a velká část Balkánu se stala demilitarizovanou zónou. Nezávislost Řecka pak potvrdil londýnský protokol z roku 1830.
Až do této chvíle stál egyptský guvernér Muhammad Alí věrně po boku osmanského sultána. Po událostech na konci 20. let se však proti svému pánu postavil a začal expandovat do Syropalestiny, údajně jako náhradu za služby v Řecku. Když Muhammadův syn Ibráhím vstoupil do Anatolie, požádal sultán o pomoc své dosavadní nepřátele – Velkou Británii a Rusko. Žádné britské loďstvo nebylo nablízku, a tak Ibráhíma z Anatolie nakonec vytlačilo ruské vojsko, ze Syropalestiny jej však osmanské vojsko nedokázalo vytlačit ani za pomoci pruského vojenského poradce Helmuta von Moltke, a Ibráhím byl proto uznán guvernérem v Damašku.

### Nemocný muž na Bosporu (1839–1876)

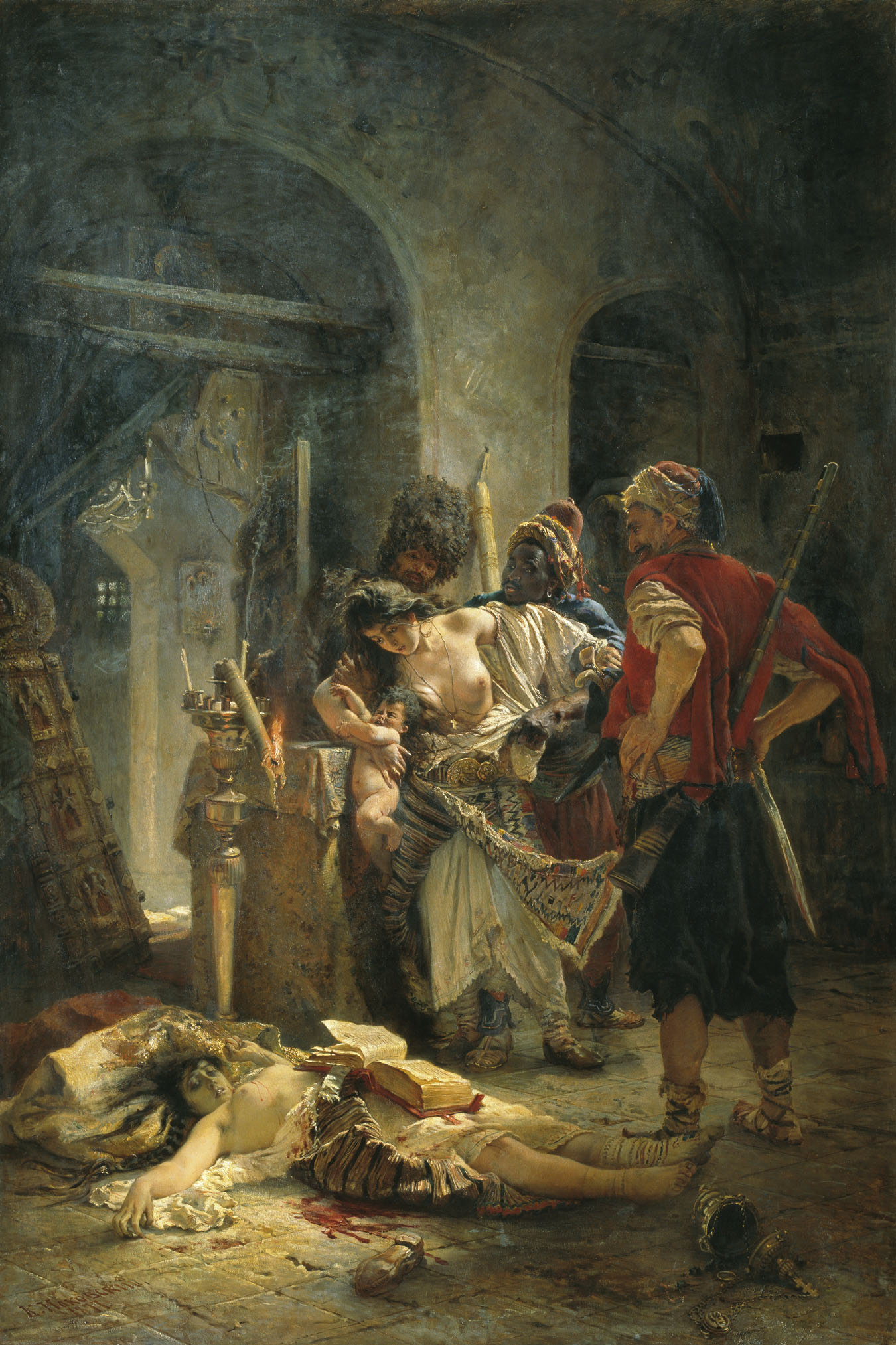
„Bulharské mučednice", malba z roku 1877 od ruského malíře Konstantina Makovského, zobrazující znásilnění bulharských žen osmanskými bašibozuky při potlačení Dubnového povstání.

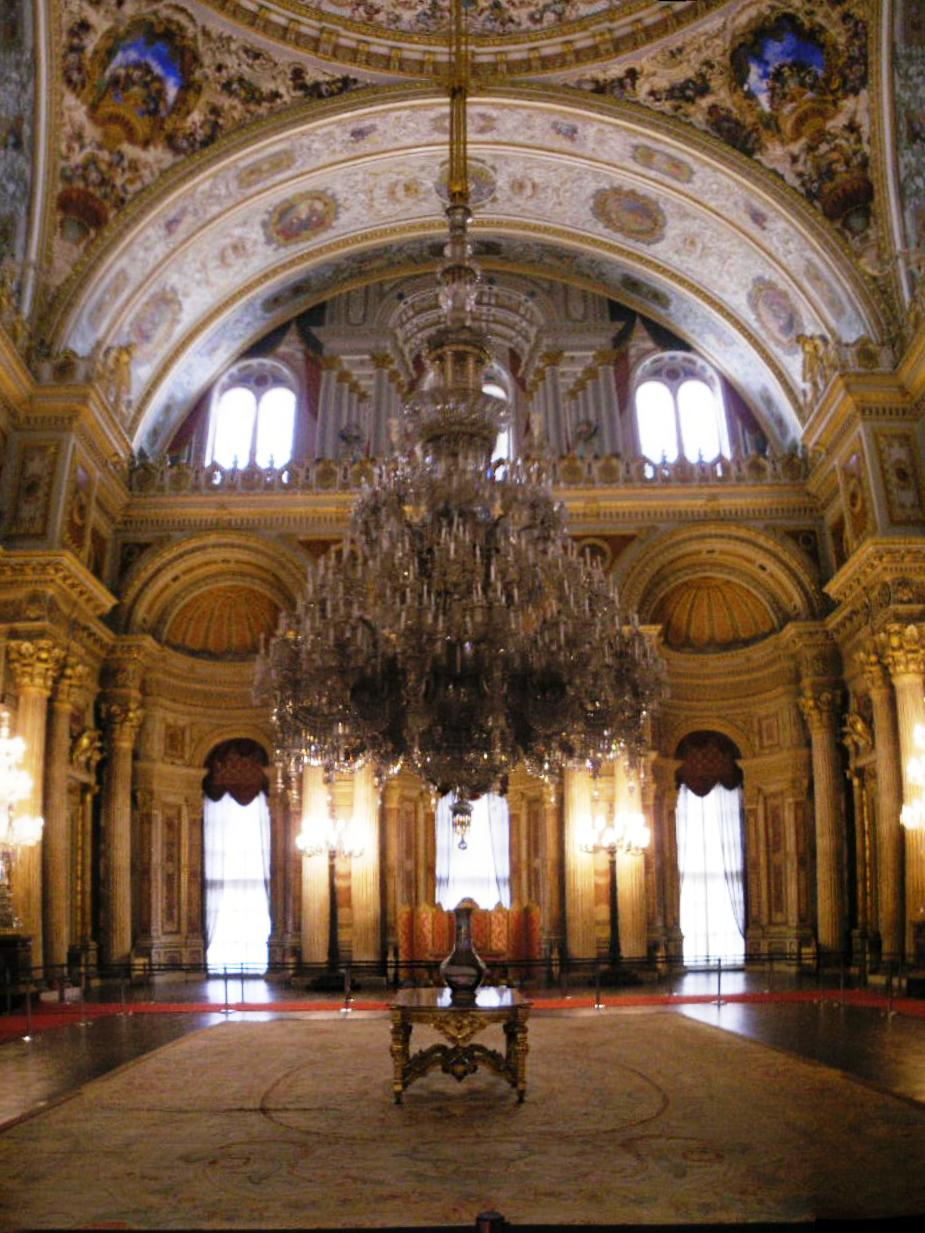
Palác Dolmabahce v Istanbulu, postavený za Abdülmecita

Když roku 1839 nastoupil na trůn Abdulmecit I. (1839–1861), byla polní armáda v troskách a státní pokladna prázdná. Velmoci nakonec donutily v letech 1840–1841 egyptské vojsko Syropalestinu opustit, záhy však v Sýrii a Libanonu vypukla povstání, při kterých se poprvé projevil arabský nacionalismus v této oblasti. Velmoci navíc získaly dojem, že Osmanská říše přežila jen díky jejich zásahu a cítily se proto oprávněny stále více intervenovat do vnitřních záležitostí říše, a to zejména pod zástěrkou ochrany zájmů křesťanské menšiny žijící v Osmanské říši.
Aktivní bylo zejména Rusko, které mluvilo o „nemocném muži na Bosporu“ a osnovalo plány na rozdělení Osmanské říše. Tyto plány však ostatní velmoci, zejména Francii a Velkou Británii znepokojovaly. Když proto roku 1853 Rusko obsadilo Valašsko a Moldavsko, aby donutilo Osmanskou říši přijmout jeho požadavky, překročilo osmanské vojsko pod vedením Omara Paši a podpořené Egyptem Dunaj, čímž vypukla krymská válka. Osmani donutili ruské vojsko se stáhnout, když však Rusko potopilo tureckou flotilu u Sinopé, situace se začala obracet. Francie a Británie se rozhodly zasáhnout, jejich flotily vpluly roku 1854 do Černého moře a donutily Rusko uzavřít roku 1856 v Paříži příměří, ve kterém bylo mj. ustanoveno, že velmoci nemají právo se do vnitřních záležitostí Osmanské říše vměšovat, a to ani pod záminkou „ochrany“ křesťanských menšin. Černé moře bylo demilitarizováno. Ke konci kavkazské války bylo 90% Čerkesů etnicky vyčištěno, vyhnáno z Kavkazu a uprchlých do osmanské říše, což mělo za následek 500–700 000 Čerkesů usídlených v Turecku.
Abdülmecit dále zaváděl reformy, podporoval výstavbu železnic a příchod evropských odborníků, drobení říše však dále pokračovalo vyhlášením samostatnosti Spojených rumunských knížectví (1861) a vzpourami v Syropalestině. Za vlády jeho nevlastního bratra Abdulazize (1861–1876) se navíc začalo rozvíjet nacionalistické mladoosmanské hnutí, kterému vadilo přílišné přejímání západních hodnot a sbližování se západem. Když se roku 1873 zhroutila vídeňská burza, příliv západních investic se zastavil, což vedlo ke státnímu bankrotu Osmanské říše. Panslovanské myšlenky navíc podnítily povstání v Bosně, Černé Hoře a Bulharsku. Nepokoje se nakonec rozšířily i do Istanbulu, sultán byl obviněn ze servility vůči Západu a svržen.

### Úpadek a modernizace (1876–1908)

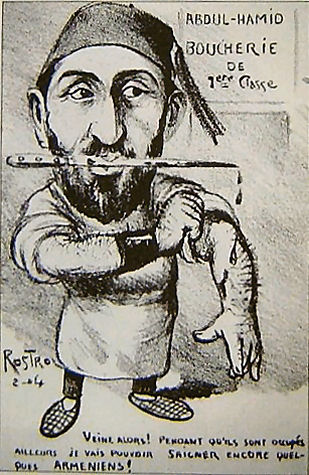
I přes liberální reformy si Abdulhamid II. oblibu nezískal – pro Turky byly jeho reformy nepostačující, pro velmoci byl „arménským řezníkem“

Abdulhamid II. (1876–1909) se snažil vyhovět liberálním myšlenkám, zavázal se respektovat základní lidská práva a 1877 otevřel Poslaneckou sněmovnu. Neklid na Balkáně však neustával. V Bulharsku vypuklo na jaře 1876 dubnové povstání, při kterém polovojenské oddíly bašibozuků a Čerkesů ve spolupráci s pravidelnou osmanskou armádou povraždily až 30 000 bulharských civilistů. Do osmanských záležitostí se opět začalo vměšovat Rusko, které se postavilo na stranu Bulharů a dalších balkánských národů. Car Alexandr II. nakonec vyhlásil Osmanské říši roku 1877 válku, do které se na straně Ruska zapojili Rumuni, Srbové, Černohorci a bulharští povstalci. Válka nakonec vedla až ke kapitulaci sultána. Jelikož však vše nasvědčovalo tomu, že se Rusko chce zmocnit Istanbulu, vyslala Velká Británie do Úžin loďstvo, které vynutilo uzavření mírové smlouvy ze San Stefana roku 1878, ve které byly dohodnuty ruské územní zisky ve východní Anatolii, samostatnost Rumunska, Černé Hory a Srbska, autonomie Bulharska. Smlouva však poškodila zájmy Rakouska-Uherska, takže byla stejného roku revidována na berlínském kongresu, který určil, že Bosna a Hercegovina sice zůstane osmanskou provincií, avšak pod vojenskou okupací Rakouska-Uherska. Velká Británie získala Kypr a Osmanská říše se musela zavázat k dodržování náboženské svobody.
Osmanská říše roku 1878 ztratila 2/5 svého území, navíc Egypt se roku 1881 stal de facto britskou državou. Osmanská říše zoufale hledala oporu a nakonec ji našla v nedávno vzniklém Německém císařství, které Turkům předalo mnohé válečné zkušenosti i moderní děla. Proces drobení říše však zdaleka ještě nebyl zastaven.
Roku 1894 polovojenské oddíly osmanského vojska zmasakrovaly tisíce křesťanských Arménů, což vyvolalo obrovské mezinárodní pobouření a britsko-ruskou intervenci. Masakry podněcovala vláda sultána Abdulhamida II a dopouštělo se jich také muslimské civilní obyvatelstvo z řad Kurdů, Turků a Čerkesů. Během hamídijských masakrů, které probíhaly v letech 1894–1896, přišlo o život 100–300 000 tisíc Arménů a až 25 000 Asyřanů. Turci byli navíc stále více nespokojeni s Abdülhamidovou despotickou vládou. Nepokoje se objevovaly také v Syropalestině, kam zejména po pogromech v Rusku přicházelo značné množství Židů, kteří byli vzápětí napadáni Araby.

### Pád a rozpad (1908–1923)

Situace před první balkánskou válkou (1912–1913) – Osmanská říše vyznačena fialově.

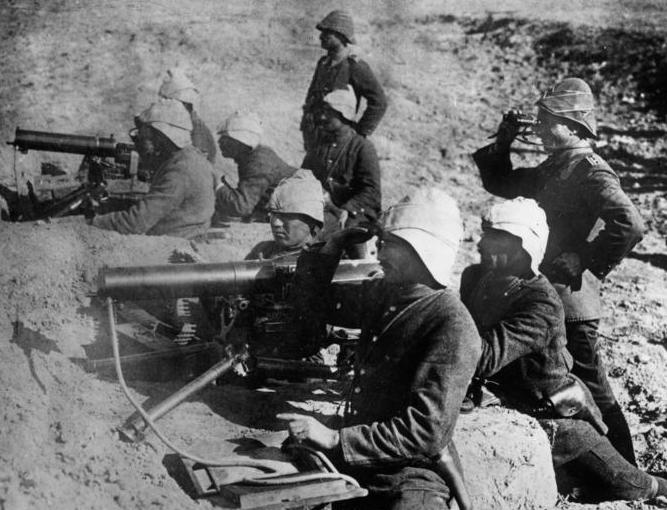
Turecké jednotky v Dardanelách, 1915

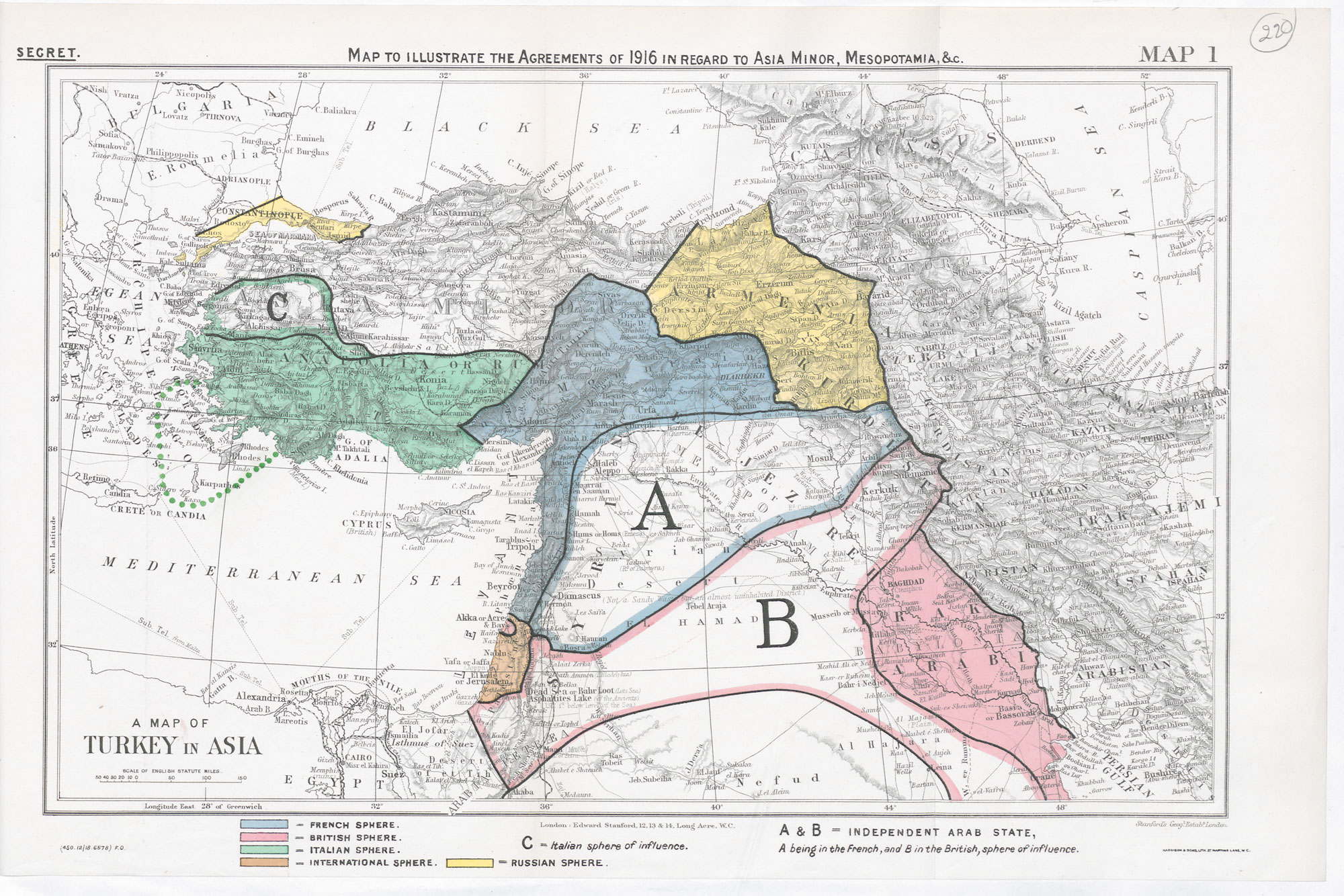
Sykesova–Picotova dohoda

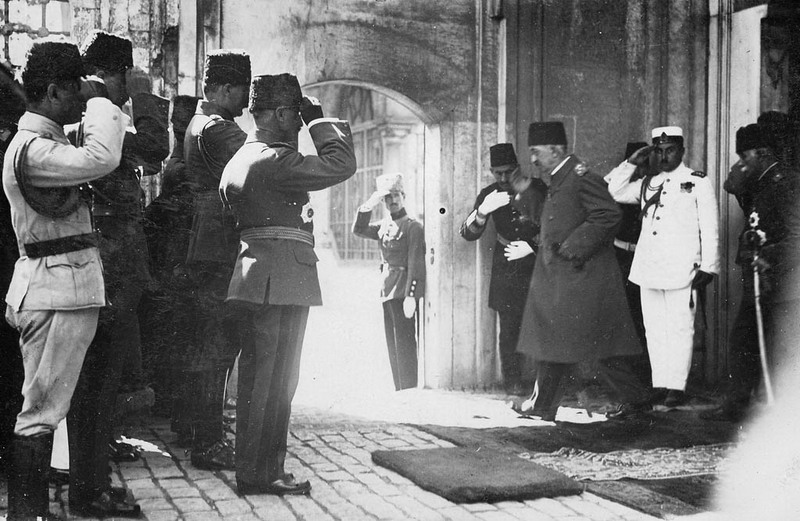
Odchod posledního sultána Mehmeda VI., konec Osmanské říše

Zmenšení osmanského území také vedlo k posílení tureckého folklóru, který byl nakonec povýšen na kulturní dědictví říše. Nacionalistické hnutí mladoturků tak vůbec nerespektovalo existenci netureckých muslimských etnik (zejména Arabové), natož pak křesťanské etnické menšiny. V roce 1909 bylo při masakru v Kilikii zavražděno 30 000 Arménů. Mladoturecké hnutí bylo také hnutím liberálním[zdroj?] a po povstání roku 1908 dosáhlo obnovení konstituce a uznání svobody tisku. Mezitím se zbytky osmanského panství na Balkáně dále hroutily, když roku 1908 vyhlásilo nezávislost Bulharské carství, a v následujících letech vypukly nepokoje v Albánii, Kosovu, které nakonec vyústily v balkánské války (1912–1913). Balkánská liga složená ze Srbska, Bulharska, Řecka a Černé Hory nakonec zmenšila osmanské území v Evropě jen na okolí Istanbulu. Ztráta Balkánu byla navíc provázena několika dalšími převraty v Istanbulu (viz Mladoturecká revoluce). Pravomoci nového sultána Mehmeda V. (1909–1918) byly nakonec značně okleštěny. V roce 1911 po porážce v italsko-turecké válce Osmanská říše ztratila Libyi a některé řecké ostrovy (Dodekany).
Na počátku první světové války se Osmanská říše mohla přiklonit na kteroukoli stranu. Když však Británie zabavila nové válečné lodě, které Britové pro Osmanskou říši právě postavili, přiklonil se Mehmet V. na stranu Německa a vyhlásil roku 1914 válku Dohodě. Dohoda postupně otevřela několik front: na Kavkaze, v Palestině a v Mezopotámii, kde se k britským vojskům přidávali arabští nacionalisté. V bitvě o Gallipoli Osmani ubránili strategicky důležitý Dardanelský průliv. Osmanská říše se rychle vyčerpala, zemi zachvátil hladomor a ve válce pokračovala jen díky německé podpoře. Válka byla doprovázena další arménskou genocidou, při které Osmanská říše vyvraždila mezi lety 1915 a 1918 přibližně 1,5 milionu Arménů. Arménská komunita v Turecku v důsledku genocidy fakticky zanikla.. V druhé půlce roku 1918 se fronty začaly hroutit a Osmanská říše proto urychleně uzavřela 30. října 1918 příměří.
Osmanská říše byla v troskách. Istanbul byl okupován, Velká Británie získala Irák, Palestinu a Zajordání, Francie Sýrii a Libanon, Řecko obsadilo anatolské pobřeží. Válečný hrdina Mustafa Kemal se rozhodl roku 1919 vydat Prohlášení o nezávislosti, nově zvolený parlament však Britové obsadili. Kemal byl nucen uchýlit se do Ankary, kde zřídil Velké národní shromáždění. Mírové podmínky, podle kterých měli Arméni získat nezávislost a Kurdistán autonomii, Kemal nepřijal. Když začalo řecké vojsko během řecko-turecké války zatlačovat kemalisty do hor, zahájil Kemal protiútok, který nakonec vedl k vytlačení Řeků. Při útoku na Smyrnu zahynulo několik desítek tisíc Řeků a Arménů. V roce 1922 byl zrušen sultanát, čímž Osmanská říše zanikla.
Velmoci se nakonec rozhodly ustoupit. Smlouva z Lausanne (1923) nakonec vymezila turecké hranice, přičemž požadavky Arménů a Kurdů na nezávislost byly ignorovány, byla ukončena okupace Istanbulu vítěznými mocnostmi a Turecko nemuselo platit válečné reparace. Turecko se stalo republikou a Mustafa Kemal jejím prvním prezidentem.

## Vláda

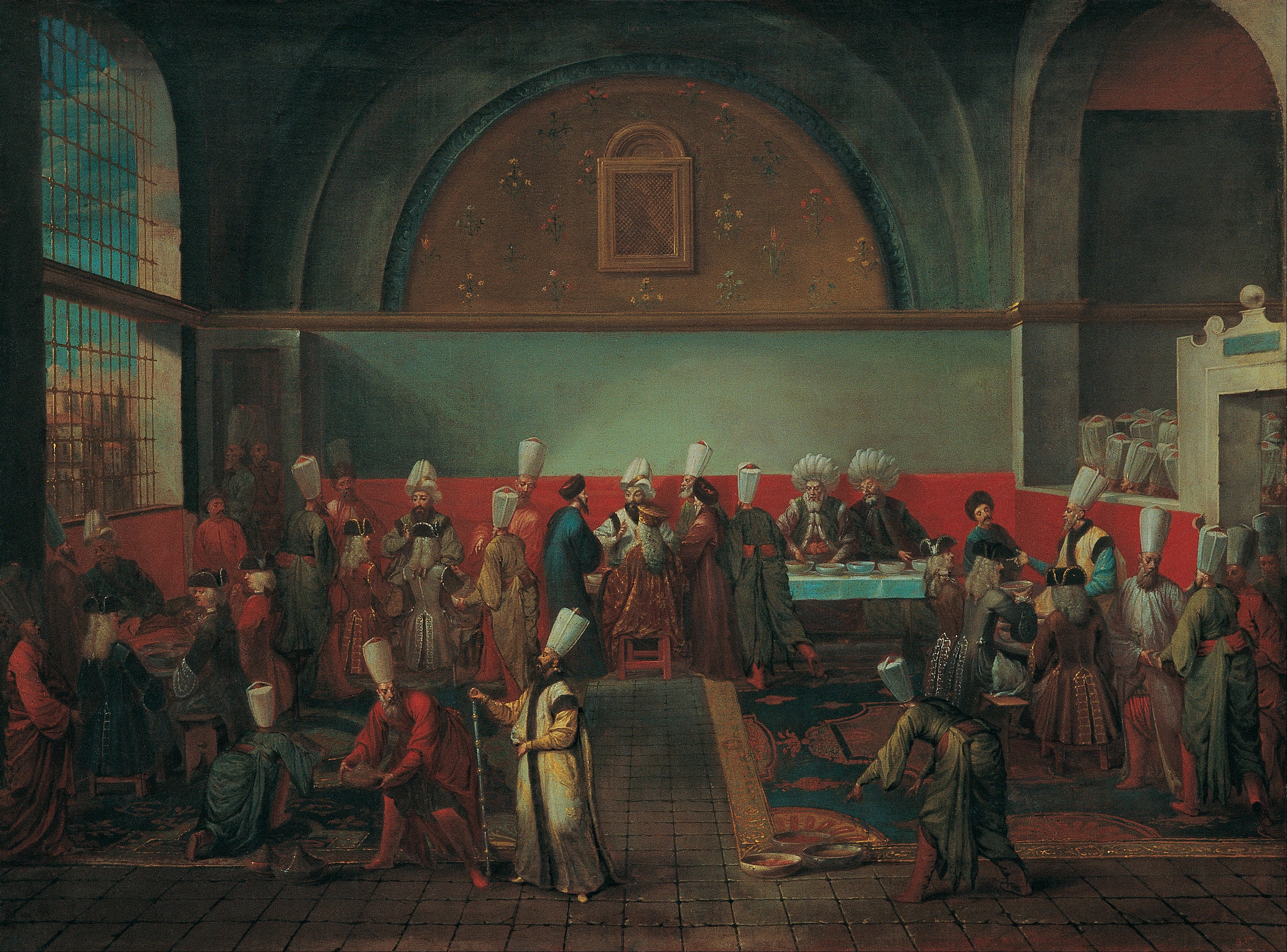
Ambasadoři v paláci Topkapi

Před reformami v 19. a 20. století byla státní organizace Osmanské říše systémem se dvěma hlavními dimenzemi: vojenskou správou a civilní správou. Sultán měl v systému nejvyšší postavení. Civilní systém byl založen na místních správních celcích odpovídajících charakteristikám regionu. Stát měl kontrolu nad klérem. Některé předislámské turecké tradice, které přežily přijetí správních a právních postupů od islámského Íránu, zůstaly nadále v osmanských administrativních kruzích významné. Podle osmanského chápání měla být hlavní odpovědnost státu hájit a rozšiřovat území muslimů a zajistit bezpečnost a harmonii uvnitř svých hranic v překlenujícím kontextu ortodoxní islámské praxe a suverenity dle dynastií.
Osmanská říše nebo jako dynastická instituce – Osmani byli v islámském světě bezprecedentní a nepřekonatelní vzhledem k velikosti a trvání říše. V Evropě podobně nepřerušované řady panovníků (králů/císařů) z téže rodiny dosáhli jen Habsburkové, kteří vládli podobně dlouho a během stejného období od konce 13. do počátku 20. století.

### Ozbrojené síly

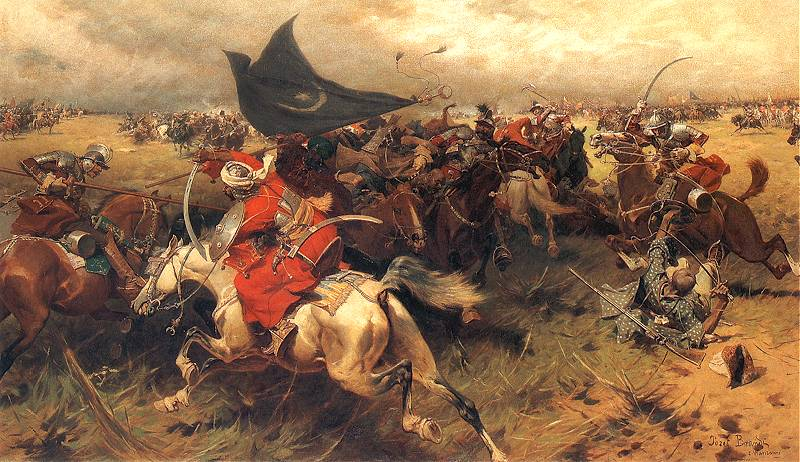
Boj o turecký prapor. Malba polského malíře Józefa Brandta z roku 1905 zobrazuje elitní osmanskou jízdu sipáhíe ve střetu s polskými husary během bitvy u Vídně (1683)

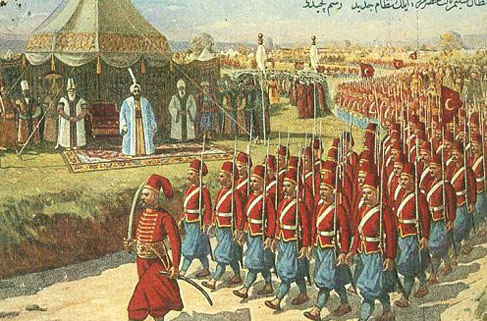
Sultán Selim III. sleduje roku 1793 přehlídku svých jednotek organizovaných dle „nového řádu“ (nizám-i džedíd)

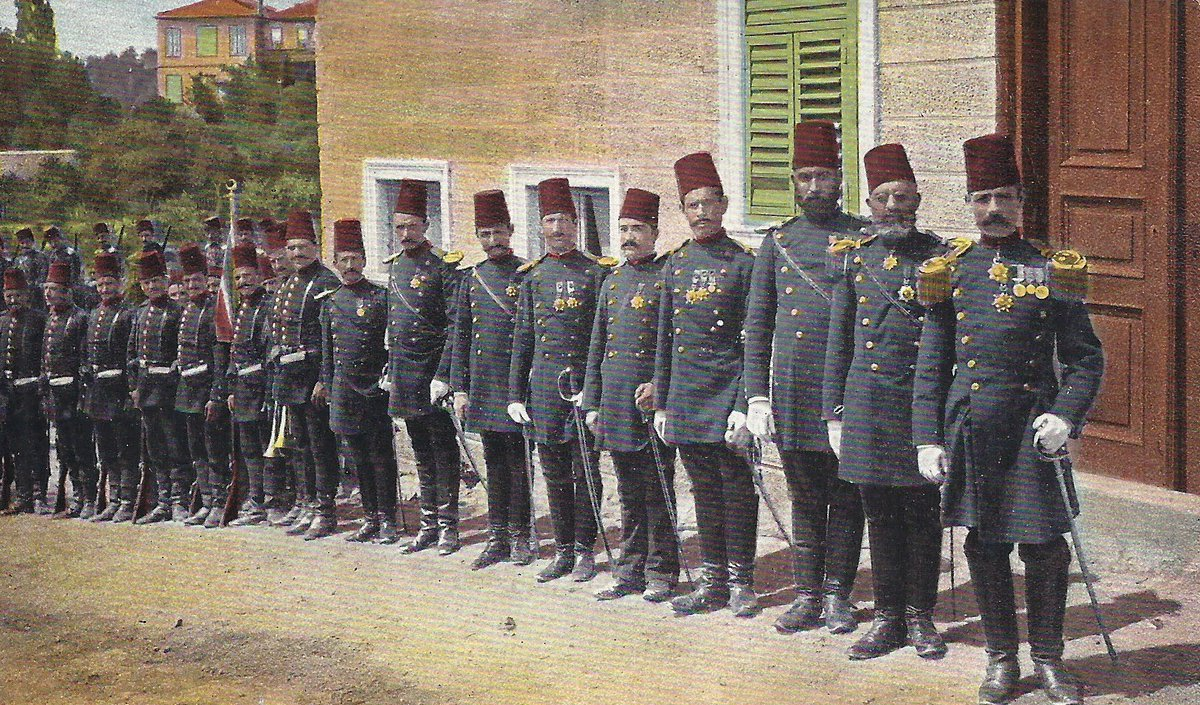
Osmanští důstojníci v Istanbulu (1897)

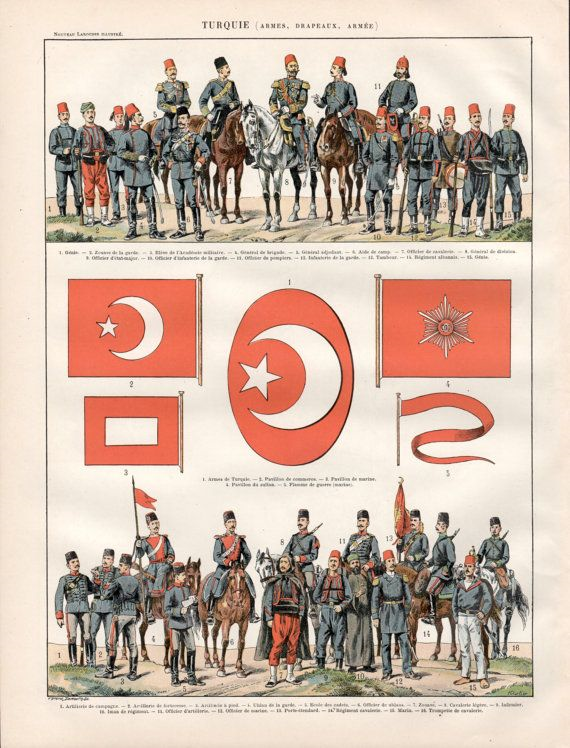
Osmanská císařská armáda v roce 1900

První vojenské jednotky osmanského státu tvořila armáda sestavená Osmanem I. z kmenů, které žily v horách západní Anatolie koncem 13. století. Osmanská armáda byla komplexním systémem náboru a držení léna. Hlavní sbory osmanské armády zahrnovaly janičáry, sipáhíe, akindžie a mehterân (vojenské kapely). Osmanská armáda byla ve své době jednou z nejpokročilejších bojových sil na světě a jednou z prvních, která používala muškety a kanóny. Osmanští Turci začali používat také falkonety, což byly krátké, ale široké kanóny. Stalo se tak během obléhání Konstantinopole v roce 1422. Osmanská jízda byla spíše než na těžké zbroji závislá na vysoké rychlosti a pohyblivosti, používala luky, krátké meče na rychlých koních (turkoman a arab, předchůdce plnokrevníka) a často uplatňovala taktiku podobnou Mongolům. Ta spočívala v předstírání ústupu při obkličování nepřátelských sil uvnitř formace ve tvaru půlměsíce a následném skutečném útoku. Během 16. století, zejména za vlády Sulejmana Nádherného, dosáhla síla, organizovanost a výkonnost tureckých vojsk naprostého vrcholu; v Evropě v podstatě neměla na souši rovnocenného protivníka. I po osudových porážkách, jež začaly rokem 1683, byla armáda nadále účinnou bojovou silou; začala však už výrazněji zaostávat za evropskými rivaly během období míru v letech 1740–68. Modernizace říše na konci 18. století začala tudíž právě u armády. Sultán Selim III. založil v rámci svých reforem nizám-i džedíd („nový řád“) první evropsky vycvičené, vystrojené a vyzbrojené jednotky – nicméně ty pro ohromný odpor společnosti i janičářského vojska nepřežily sultánovo svržení z trůnu a zavraždění (1807). Další porážky, zejména ze strany Ruska, však dovedly vládnoucí vrstvu k poznání, že reformy v evropském duchu jsou neodvratné. Selimův bratranec Mahmut II. v červnu 1826 zrušil nenáviděné janičářské sbory (tehdy o síle 135 000 mužů), které už dlouho neměly tu kvalitu, co v raném novověku, zato svými povstaleckými akcemi, terorem obyvatel a nátlakem na panovníka neustále destabilizovaly stát. Jeho syn Abdülmecid I. v nastoleném kurzu pokračoval započetím éry tanzimatu, období skutečně hlubokých reforem. Díky nim začala armáda najímat zahraniční odborníky a posílala své důstojníky k výcviku do západoevropských zemí. (Následkem toho začalo později vznikat hnutí mladoturků, když se tito relativně mladí a nově vyškolení muži vraceli vzděláni západním systémem myšlení.) Postupně se tak stala moderně organizovanou silou, jež opět do určité míry srovnala krok se svými evropskými protivníky.
Osmanské námořnictvo značně přispělo k územnímu rozšíření říše na evropský kontinent. Začalo s dobytím severní Afriky, kdy bylo dobyto a připojeno Alžírsko a Egypt v roce 1517. Od porážky u Lepanta (1571) bylo zjevné, že na moři již nějakých mimořádných úspěchů proti vzrůstajícím koloniálním mocnostem Turci nedosáhnou, nicméně ještě po dvě následující století říše ovládala Černé moře a východní polovinu Středomoří. Počínaje ztrátou Řecka v roce 1821 a Alžírska v roce 1830 začala osmanská námořní moc a kontrola nad vzdálenými územími klesat. Sultán Abdulaziz se pokusil obnovit námořní sílu, nechal proto postavit největší loďstvo po tehdejší Británii a Francii. Loděnice v Barrow v Anglii postavila v roce 1886 svou první ponorku právě pro Osmanskou říši. Nicméně slábnoucí turecké hospodářství nemohlo udržet silu loďstva příliš dlouho. Abdulhamid II. nedůvěřoval admirálům, kteří stranili reformátorovi Midhatu Pašovi, a tvrdil, že velká a drahá flotila nebyla proti Rusům během Rusko-turecké války vůbec platná. Uzavřel většinu loďstva ve Zlatém rohu, kde lodě dalších 30 let chátraly. Po mladoturecké revoluci v roce 1908 se výbor pro unii a pokroku snažil založit silné osmanské námořnictvo. „Nadace Osmanského námořnictva“ vznikla v roce 1910 a zakoupila nové lodě prostřednictvím veřejných dárců.
Zřízení Osmanského vojenského letectva se datuje od června 1909 do července 1911. Osmanská říše začala připravovat své první piloty a letadla a se založením Letecké školy ("Tayyare Mektebi") v Yeşilköy dne 3. července 1912 začala říše školit své vlastní letecké důstojníky. V červnu 1914 byla založena nová vojenská akademie – námořní letecká škola (Bahriye Tayyare Mektebi). Po vypuknutí první světové války se proces modernizace náhle zastavil. Osmanské letecké eskadry během války bojovaly na mnoha frontách, od Haliče na západě až po Kavkaz na východě a Jemen na jihu.

## Administrativní rozdělení

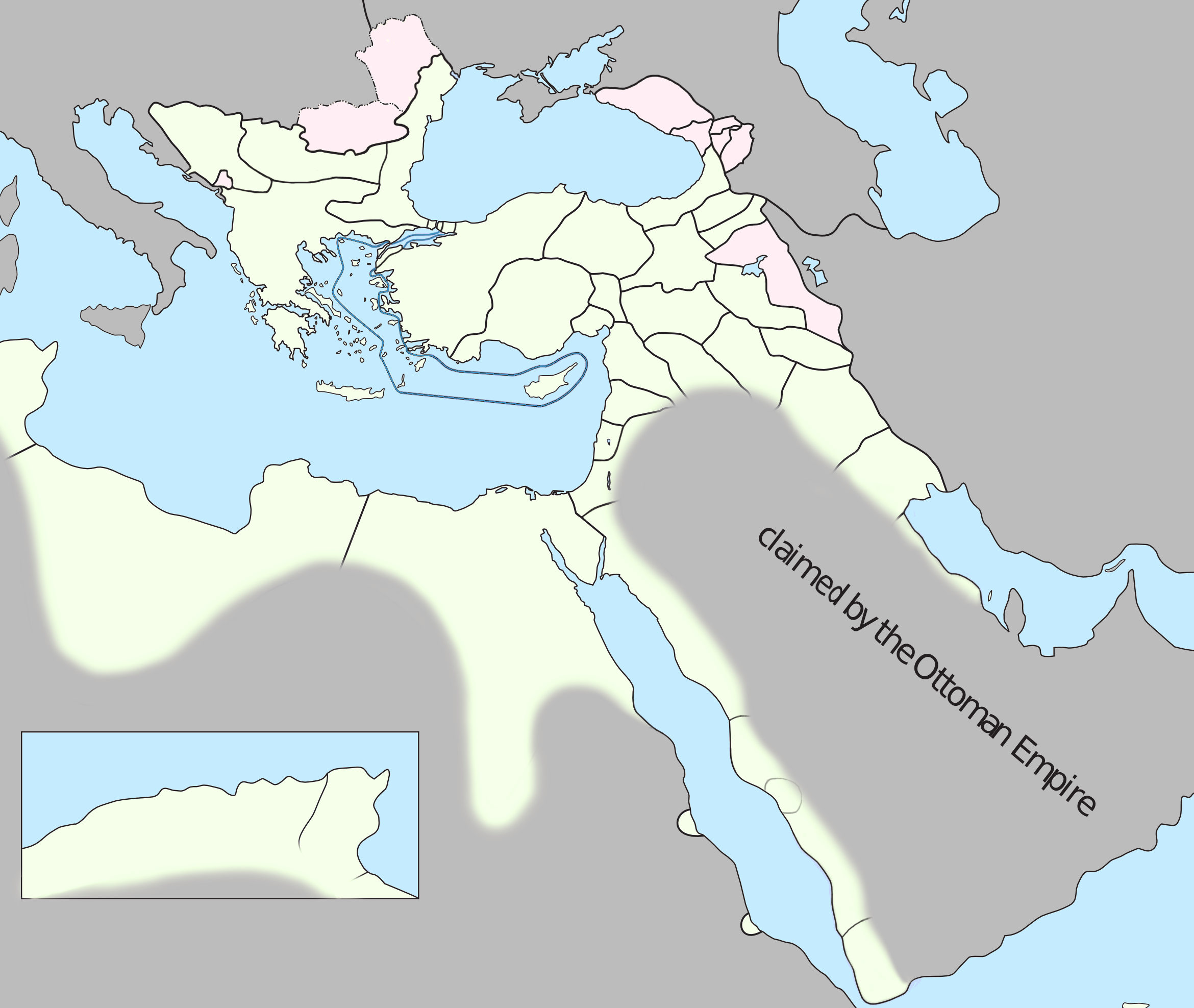
Ejálety v roce 1795

Osmanská říše byla koncem 14. století nejprve rozdělena do provincií ve smyslu pevných územních jednotek s místodržícími jmenovanými sultánem.
Od konce 16. století byla říše rozdělena na ejálety – v evropských pramenech zvané „pašaliky“ nebo „bejlerbejliky“ – spadající pod úřad paši („hlava“ – vojevůdce, náčelník) nebo bejlerbeje („pán pánů“ neboli místokrál, resp. guvernér). Ejálety/pašaliky se dále dělily na sandžaky a náhije.
V roce 1867 byly v rámci reforem Tanzimat zavedeny nové správní jednotky, vilájety.

## Ekonomika

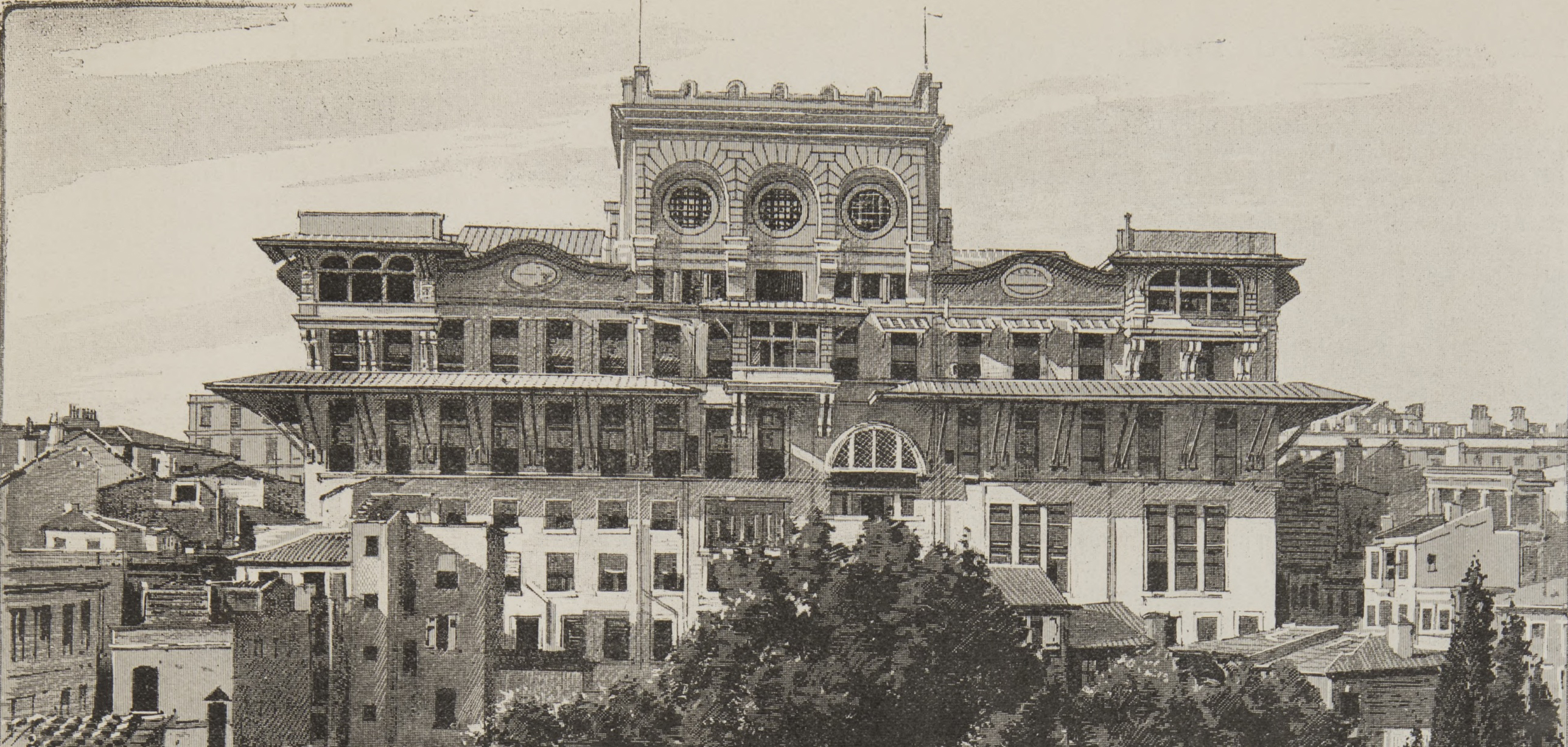
Osmanská banka byla založena v roce 1856 v Istanbulu; v srpnu 1896 byla obsazena členy Arménské revoluční federace.

Osmanská vláda úmyslně prosazovala politiku rozvoje Bursy, Edirne a Istanbulu (postupných osmanských hlavních měst) do velkých obchodních a průmyslových center, protože obchodníci a řemeslníci byli při vytváření nové metropole nepostradatelní. Za tímto účelem Mehmed II. a jeho nástupce Bájezíd II. také povzbuzovali a vítali židovskou migraci z různých částí Evropy. Židé se usazovali v Istanbulu a dalších přístavních městech jako je Soluň. Na mnoha místech v Evropě byli Židé pronásledování svými křesťanskými protějšky (například ve Španělsku po skončení Reconquisty).
Osmanské ekonomické povědomí bylo úzce spjato se základními pojmy chápaní státu a společnosti na Blízkém východě, kde je konečným cílem státu upevnění a rozšíření moci panovníka a způsobem, jakým se toho dosahovalo, bylo získávat bohaté zdroje příjmů, aby prosperovaly produktivní třídy společnosti. Konečným cílem bylo zvýšení státních příjmů, aniž by došlo k poškození prosperity subjektů, aby se zabránilo vzniku sociálního nepořádku a aby tradiční organizace společnosti zůstala nedotčená. Osmanské hospodářství v raném novověku výrazně expandovalo, zejména v první polovině osmnáctého století. Roční příjem říše čtyřikrát kolísal mezi lety 1523 a 1748, upravený o inflaci.
Do češtiny se také vžilo přirovnání "turecké hospodářství", které souvisí se sociálním, hospodářským a morálním úpadkem říše v 17. a 18. století.

## Obyvatelstvo

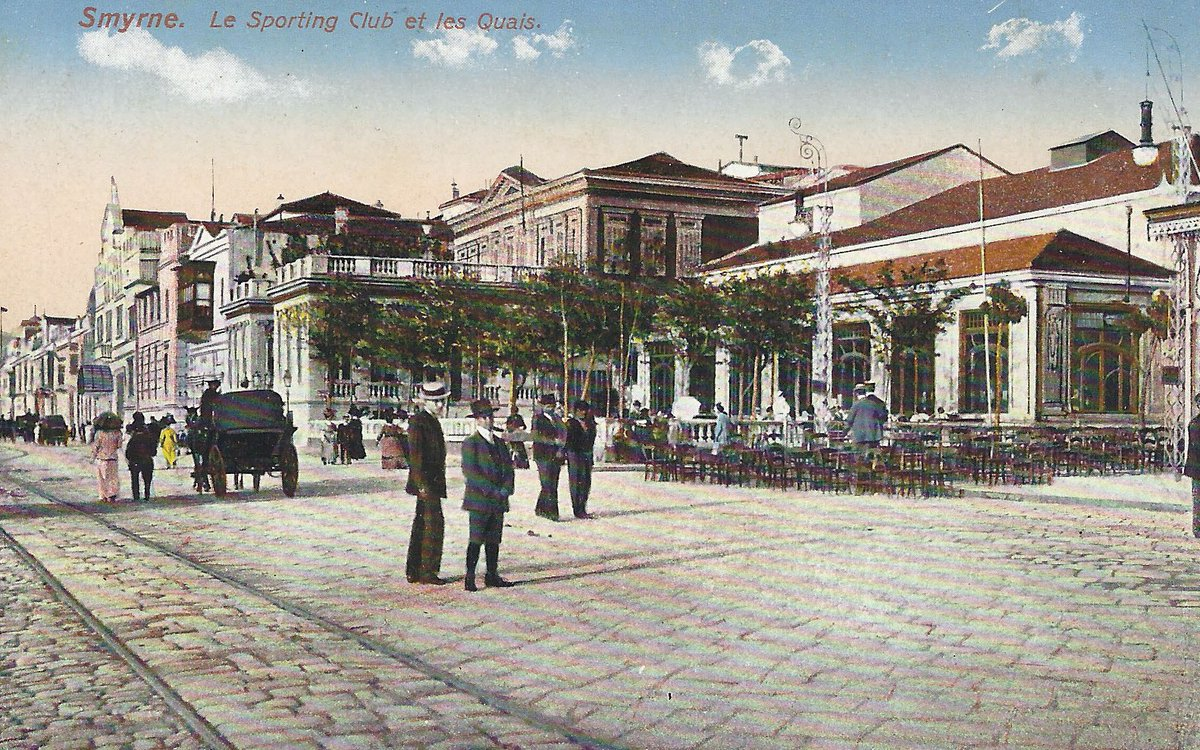
Smyrna pod osmanskou vládou v roce 1900

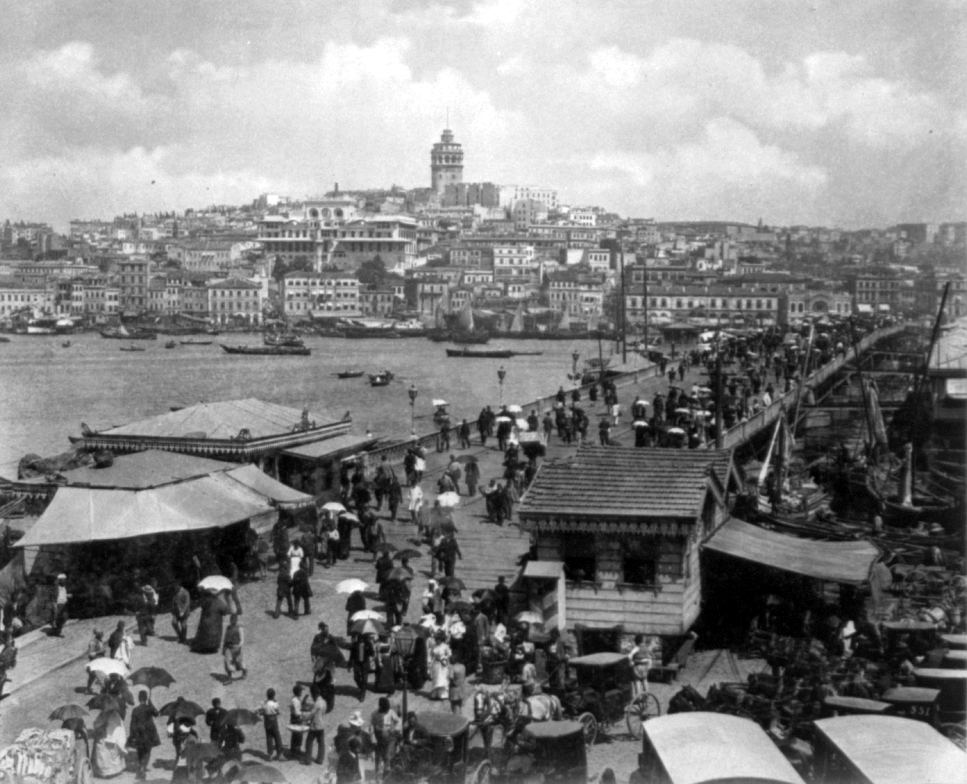
Galata (Karaköy) a starý galatský most na Zlatý roh, cca 1880–1893

Odhad populace říše 11 692 480 obyvatel pro období let 1520-1535 byl získán spočítáním osmanských domácností odvádějících desátek a počet následně vynásoben pěti. Z nejasných důvodů byla populace v 18. století nižší než v 16. století. Odhad 7 230 660 obyvatel pro první sčítání lidu, které se konalo v roce 1831, je považovaný za závažný podstav, protože toto sčítání mělo sloužit pouze k registraci možných vojenských branců.
Sčítání lidu na osmanských územích začalo až počátkem 19. století. Údaje z roku 1831 jsou k dispozici jako oficiální výsledky sčítání lidu, ale tato sčítání nepokrývala celou populaci. Počítalo pouze muže a nepokrývalo celou říši. Pro dřívější období jsou odhady velikosti a rozmístění populace založeny na pozorovaných demografických vzorcích.
Okolo roku 1800 mohla populace dosahovat 25 až 32 milionů obyvatel. V evropských provinciích (především na Balkáně) tvořila přibližně 10 milionů, v asijských provinciích 11 milionů a v afrických provinciích přibližně 3 miliony. Hustota obyvatelstva byla vyšší v evropských provinciích – dvojnásobná než v Anatolii, která byla zase trojnásobná hustotě obyvatel v Iráku a Sýrii a pětinásobná hustotě obyvatel v Arábii.
Ke konci existence říše byla délka života odhadovaná na 49 let. Epidemie a hladomor způsobovaly velké demografické změny. V roce 1785 kolem jedné šestiny egyptské populace zemřelo na mor a populace Aleppa se v 18. století snížila o dvacet procent. Egypt mezi lety 1687 a 1731 zasáhlo šest hladomorů a Anatolii zasáhl poslední hladomor o čtyři desetiletí později.

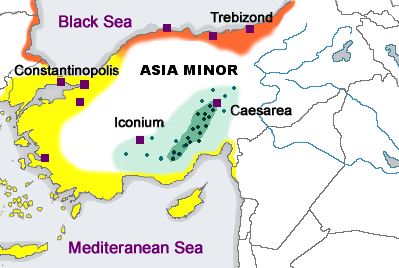
Řecké jazykové skupiny v Osmanské říši v roce 1910, žlutě spisovná řečtina, oranžově pontská řečtina, zeleně kappadocká řečtina.

Vzestup přístavních měst měl za následek seskupení populace a byl způsoben vývojem dopravních prostředků jako parníky a železnice. Urbanizace se zvýšila nejvíce v letech 1700–1922, kdy města rostla. Zlepšení zdravotních a hygienických podmínek je pro život a práci učinilo atraktivnějšími. Přístavní města jako Soluň v Řecku zaznamenala nárůst počtu obyvatel z 55 000 v roce 1800 na 160 000 v roce 1912. Dále Izmir, kde v roce 1800 žilo 150 000 obyvatel, narostl do roku 1914 na 300 000 obyvatel. Některé regiony měly naopak pokles počtu obyvatel – Bělehrad zaznamenal pokles populace z 25 000 na 8 000 obyvatel, a to především kvůli politickým sporům.
Ekonomická a politická migrace měla dopad na celou říši. Například ruské a rakouské anexe na Krymu a Balkáně měly za následek velký příliv muslimských uprchlíků – 200 000 krymských Tatarů uprchlo do Dobrudže. Mezi lety 1783 a 1913 zaplavilo Osmanskou říši přibližně 5 až 7 milionů uprchlíků, z nichž nejméně 3,8 milionu pocházelo z ruských území. Některé migrace zanechaly nesmazatelné znaky, jako politické napětí mezi částmi říše (např. Turecko a Bulharsko), zatímco na jiných územích byly zaznamenány odstředivé účinky, zjednodušující demografické prvky vyplývající z různých skupin obyvatelstva. Ekonomika byla také postižena ztrátou řemeslníků, obchodníků, výrobců a zemědělců. Od 19. století značná část muslimů z Balkánu emigrovala do dnešního Turecka. Tito lidé se označují termínem Muhacir. Po řecko-turecké válce v letech 1922–1923 zaniklo na 3000 let staré řecké osídlení v Pontu (Pontští Řekové) či v Kappadokii (Karamanlidi). Malou Asii opustilo okolo 1,5 milionu Řeků a Řecko opustilo přibližně 500 000 muslimů. V době pádu Osmanské říše v roce 1922 tvořili polovinu tureckého městského obyvatelstva muslimští uprchlíci z Ruska, Řecka a Balkánu.

### Jazyk
Osmanská turečtina byla oficiálním jazykem říše. Šlo o oghuzský turkický jazyk, výrazně ovlivněný perštinou a arabštinou. Osmani měli několik vlivných jazyků: turečtinu, kterou mluvila většina lidí v Anatolii a většina muslimů na Balkáně, s výjimkou Albánie a Bosny; perštinu, kterou mluvili vzdělanci; arabštinu, používanou hlavně v Arábii, v severní Africe, Iráku, Kuvajtu, Levantě a částech Afrického rohu; a somálštinu v celé oblasti afrického rohu. V posledních dvou stoletích docházelo k omezení těchto jazyků, i když jim zůstaly specifické role: perština sloužila především jako literární jazyk pro vzdělané, zatímco arabština byla používána během náboženských obřadů.
Turečtina ve své osmanské variantě byla vojenským jazykem i jazykem státní správy již od raných dob říše. Osmanská ústava z roku 1876 oficiálně upevnila úřední status turečtiny
V Osmanské říši také panovala mizerná znalost evropských jazyků, jelikož zdejší elity byly vzdělány pouze v osmanské turečtině, perštině a arabštině a pro překlady proto používali dragomany – překladatele pocházející především z křesťanských milétů, nejčastěji Řeky a Armény.

### Náboženství
V osmanském císařském systému panovala hegemonická muslimská moc nad nemuslimskými obyvateli.
Až do druhé poloviny 15. století měla říše křesťanskou většinu obyvatel pod vládou muslimské menšiny. Na konci 19. století začala nemuslimská populace v říši značně klesat, a to nejen kvůli odtržení mnoha území, ale také kvůli migraci. Podíl muslimů ve 20. letech 19. století činil 60%, postupně stoupal na 69% v 70. letech 19. století a v 90. letech 19. století vzrostl na 76%. Do roku 1914 bylo pouze 19,1% populace říše nemuslimských, většinou tvořeno Židy a křesťany, Asyřany a Armény.

#### Islám

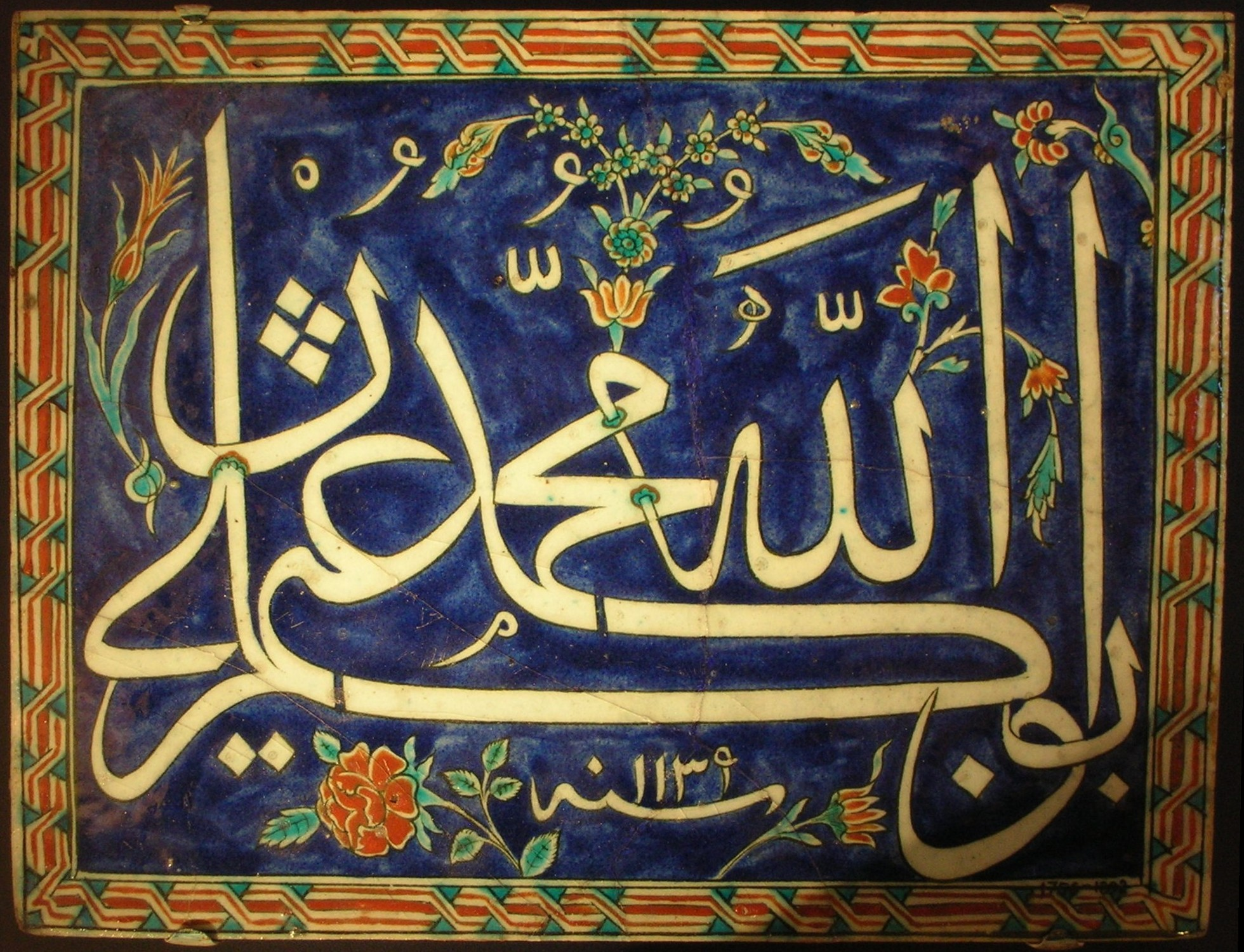
Kaligrafie zobrazující jméno Boha, Mohameda a první chalífy, cca 1727

Turkické národy před přijetím islámu praktikovaly různé druhy šamanismu. Abbásovský vliv byl ve střední Asii zajištěn muslimským dobytím Transoxanie. Mnoho různých turkických kmenů – včetně Oghuzů, kteří byli předci Seldžuků i Osmanů – postupně konvertovalo na islám a toto náboženství počátkem 11. století přivlekli do Anatolie. Od založení Osmanské říše Osmani následovali maturidismus (islámská škola teologie) a hanífovský mazhab (islámská právní škola).
Muslimské sekty považované za kacířské, jako drúzové, ismá'ílíja, alevité a alavité, byly řazeny za Židy a křesťany. V roce 1514 nařídil sultán Selim I. masakr 40 000 anatolských alevitů (Kyzylbašů), které považoval za pátou kolonu rivala – Safíovské říše. Selim byl také zodpovědný za bezprecedentní a rychlou expanzi Osmanské říše na Blízký východ, zejména díky dobytí celého egyptského Mamlúckého sultanátu. Tímto dobýváním Selim dále upevnil osmanské tvrzení, že je islámským chalífou, ačkoli se osmanští sultáni považovali ze chalífy od 14. století počínaje Muradem I. (vládl 1362–1389). Titul chalífy si osmanští sultáni drželi po zbytek funkčního období úřadu, které skončilo jeho zrušením 3. března 1924 Velkým národním shromážděním Turecka a exilem posledního chalífy Abdulmecida II. do Francie.

#### Křesťanství a judaismus
V Osmanské říši byli křesťanům v souladu s muslimským systémem dhimmi zaručeny omezené svobody (například právo na bohoslužby). Kromě různých jiných zákonných omezení jim bylo zakázáno nosit zbraně nebo jezdit na koni, jejich domy nemohly překrývat ty muslimské. Mnoho křesťanů a židů konvertovalo za účelem zajištění plného postavení ve společnosti. Většina však nadále praktikovala svá stará náboženství bez omezení.
Podle systému millet byli nemuslimové považováni za poddané Říše, ale nepodléhali muslimské víře ani muslimskému zákonu. Například ortodoxní millet stále podléhal Justiniánově zákoníku, který v Byzantské říši platil 900 let. Největší skupině nemuslimských obyvatel (neboli dhimmi) islámského osmanského státu, pravoslavnému milletu, byla udělena řada zvláštních privilegií v oblasti politiky a obchodu a museli platit vyšší daně než muslimští poddaní. Výběr těchto daní (džizja) často provázelo špatné zacházení a krutosti.
Podobné millety byly zřízeny pro osmanskou židovskou komunitu, která byla pod vedením osmanského hlavního rabína, arménské apoštolské společenství, které bylo pod vedením hlavního biskupa a řadu dalších náboženských komunit. Někteří tvrdí, že millet je příkladem předmoderního náboženského pluralismu.

## Kultura

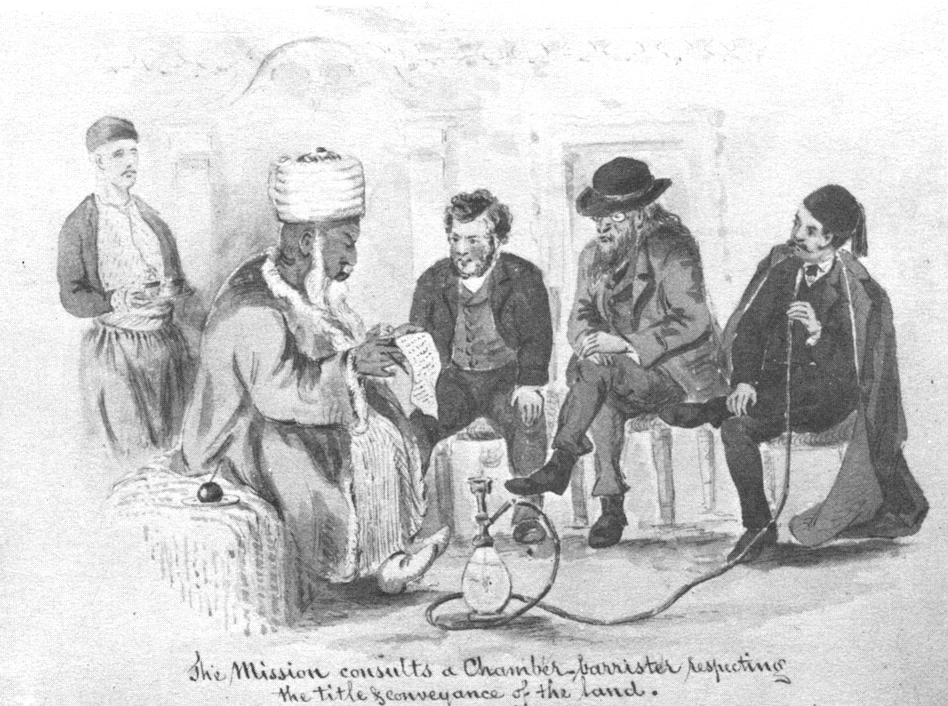
Vyobrazení kuřby vodní dýmky v Libanonu, tehdy součástí Osmanské říše

Osmani přejali některé z tradic, umění a kulturních institucí v regionech, které si podmanili a přidali jim nový rozměr. Přijali četné tradice a kulturní rysy starších říší (v oblastech jako architektura, kuchyně, hudba, volný čas a vláda) a rozvíjeli je do nových forem, což vedlo k nové a výrazné osmanské kulturní identitě. Navzdory novým tradicím a slučování byla osmanská dynastie, podobně jako její předchůdci Rúmský sultanát a Seldžucká říše, co do kultury, jazyka a zvyků důkladně persianizována a proto byla říše popisována jako persianizovaná říše. Mezikulturní sňatky se na tvorbě charakteristické kultury osmanských elit podílely také. Ve srovnání s tureckou lidovou kulturou byl vliv těchto nových kultur na tvorbu kultury osmanských elit jasný.
Otroctví bylo součástí osmanské společnosti a většina otroků byly zaměstnána jako domácí sluhové. Zemědělské otroctví, například jaké bylo rozšířeno v Americe, bylo relativně vzácné. Otrokyně se v říši prodávaly až do roku 1908. Během 19. století se říše dostala pod tlak západoevropských zemí, aby ukončila obchod s otrokyněmi. Politiky vyvinuté různými sultány v průběhu 19. století se pokoušely omezit obchod s osmanskými otroky, avšak otroctví mělo po staletí náboženskou podporu, takže otroctví nebylo v říši nikdy zrušeno.
Mor zůstal hlavní pohromou v osmanské společnosti až do druhé čtvrtiny 19. století. Mezi lety 1701 a 1750 bylo v Istanbulu zaznamenáno 37 větších a menších morových epidemií a 31 mezi lety 1751 a 1801.“
Osmani si osvojili perské byrokratické tradice a kulturu. Sultáni také významně přispěli k rozvoji perské literatury.

### Vzdělání
V Osmanské říši každý millet vytvořil školský systém sloužící svým občanům. Vzdělání se proto ve velké míře dělilo na etnické a náboženské linie: Několik nemuslimů navštěvovalo školy pro muslimské studenty a naopak. Většina institucí, které sloužily všem etnickým a náboženským skupinám, vyučovaly ve francouzštině nebo jiných jazycích.

## Vlajka a znak

znak:
od 19. století (Abdülmecid I.)
1846–1882
od 1882
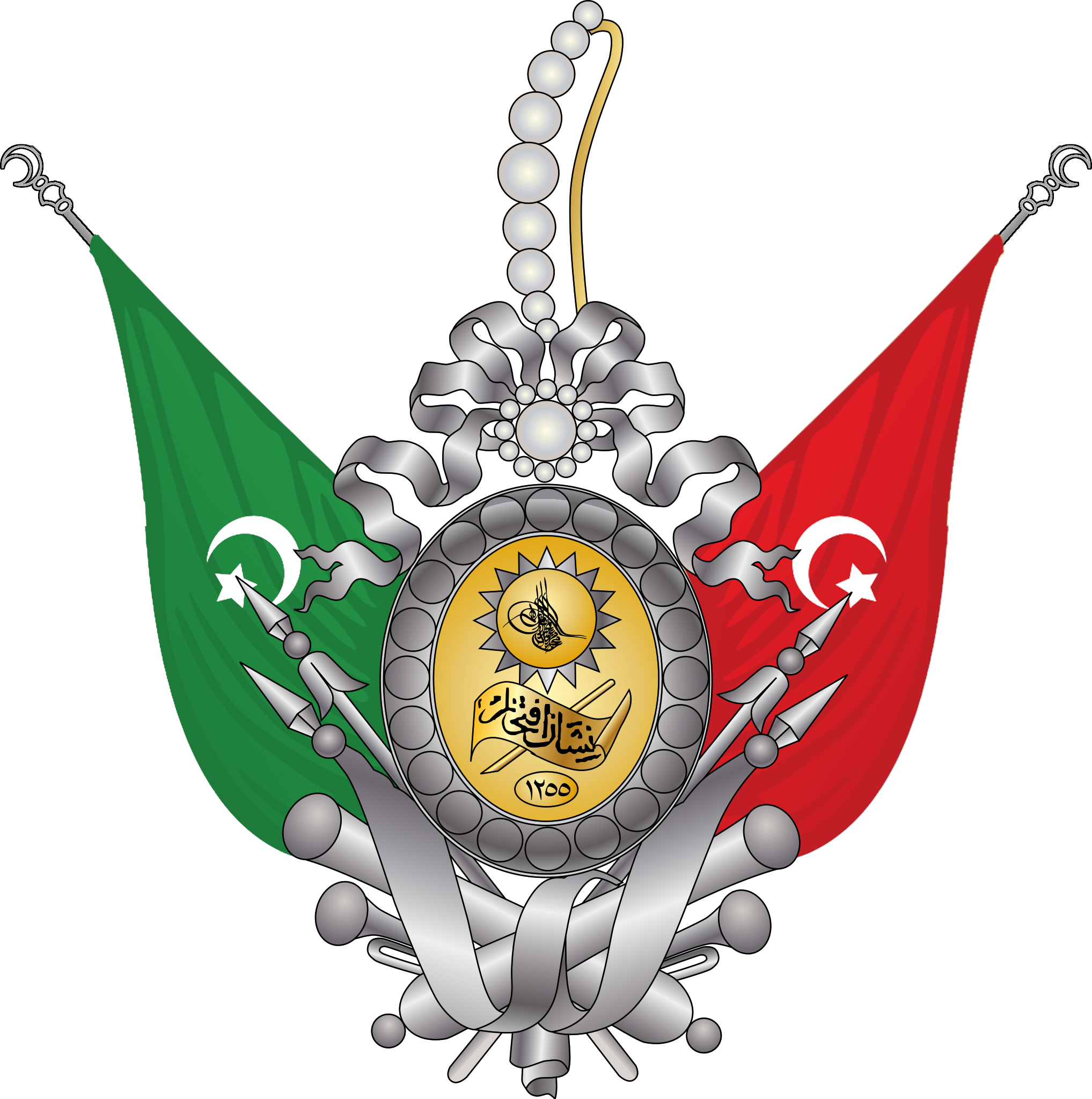
znak velkovezíra